# یوسف
یوسف (به عبری: יוֹסֵף) از شخصیت‌های سفر پیدایش در تنخ است. مطابق روایت پیدایش، او در دربار مصر به درجات بالای قدرت رسید و آن کشور را در جریان یک قحطی رهبری کرد؛ با این حال، هیچ منبع دیگری این ادعا را تأیید نکرده‌است.
به گفتهٔ سفر پیدایش، یوسف پسر راحیل و یعقوب (اسرائیل) بود. او در نوجوانی خواب دید که در آینده به بزرگی خواهد رسید. یوسف گزارش کارهای بد برادرانش را به پدرشان می‌رساند و به همین جهت رابطهٔ خوبی با آن‌ها نداشت. وقتی یعقوب او را نزد برادرانش فرستاد، آنان با دیدن او تصمیم به قتلش گرفتند اما در آخر به بردگی‌اش فروختند. سپس پیراهن خونین یوسف را نزد یعقوب بردند و یعقوب با تصور اینکه یوسف مرده، به عزای او نشست. خریداران یوسف او را به مصر بردند و به عنوان برده به پوتیفار، رئیس نگهبانان فرعون، فروختند. او آنجا توانست اعتماد اربابش را جلب کند، لیکن مدتی بعد همسر پوتیفار متهمش کرد که قصد تجاوز به وی را داشته و نتیجتاً، یوسف زندانی شد.
در زندان، یوسف خواب دو تن از خدمتکاران فرعون را تعبیر کرد و مطابق پیشگویی‌اش، یکی از خدمتکاران آزاد شد و به منصب قبلی خود بازگشت اما درخواست یوسف مبنی بر تقاضای عفو از فرعون را از یاد برد. با این حال، چند سال بعد که فرعون خوابی دید، به یاد او افتاد و یوسف را به دربار بردند. او به فرعون گفت که هفت سال فراوانی و هفت سال قحطی در راه است. فرعون یوسف را مرد خردمندی یافت و او را مسئول مبارزه با قحطی کرد. در زمان قحطی برادران یوسف راهی مصر شدند و بعد از چند ملاقات، یکدیگر را شناختند. سپس یوسف به برادرانش دستور داد همهٔ اعضای خانواده را به مصر آورند و سرانجام، یوسف و یعقوب بعد از ۲۲ سال یکدیگر را دوباره ملاقات کردند. مدتی بعد، یعقوب در مصر مرد. یوسف ۵۴ سال بعد از او زنده بود و در زمان مرگ به بنی‌اسرائیل وصیت کرد که وقتی مصر را ترک کردند، جسد او را نیز با خود به ارض موعود ببرند.
در نظر پژوهشگران، داستان یوسف مبنای تاریخی ندارد. در اسناد مصری هزاره دوم و سوم پیش از میلاد، اشاره‌ای به یوسف و سایر داستان‌های بنی‌اسرائیل در مصر، مانند داستان موسی، نشده‌است. همچنین، در هیچ بخشی از تاریخ مصر باستان نمونه مشابهی وجود ندارد که شخصی از بردگی به چنان جایگاه بالایی در مراتب قدرت برسد. در عوض، باید به داستان یوسف به عنوان قصه‌ای در سبکی ادبی که در ادبیات یهودی بعد از دورهٔ تبعید یهودیان به بابل (قرن ششم قبل از میلاد) محبوب بوده، نگریست؛ سبکی که در آن اسرائیلیان تبعیدی توسط حاکمان خارجی عزیز داشته می‌شوند و داستان‌های استر و دانیال در دربار شاهنشاهی هخامنشی نیز دیگر نمونه‌های آن هستند. قصهٔ یوسف در دستهٔ ادبیات حکمت جا می‌گیرد و به حماسهٔ گیلگمش و چند افسانهٔ عامیانهٔ مصری نظیر «داستان دو برادر» و داستان سینوهه شبیه است که همگی این داستان‌ها مربوط به قرن‌ها قبل از نوشته‌شدن سفر پیدایش هستند.
یوسف در ادیان ابراهیمی دیگر نظیر مسیحیت، اسلام و بهائیت، نیز شخصیت مهمی محسوب می‌شود. در انجیل متی روایت شده که یوسف نجار، شوهر مریم مادر عیسی، مانند یوسف پسر یعقوب در مصر خواب‌هایی دید. مسلمانان یوسف را پیامبر می‌دانند و بلندترین روایت داستانی قرآن به او اختصاص داده شده‌است. روایت قرآن با تورات تفاوت‌هایی دارد و در واقع به نسخه‌های موجود در ادبیات مسیحی سریانی شبیه است.

## نام
«یوسف» به معنای «او می‌افزاید» است و ریشه در فعل عبری یسپ دارد. در سفر پیدایش ۳۰:۲۴ این‌گونه تعبیر شده که یوسف یعنی «بادا خداوند فرزند دیگری به من بیافزاید.» نام‌هایی از این قبیل معمولاً بخش دیگری هم داشته‌اند و حاوی نام یک خدا بوده‌اند و «یوسف» باید مخفف آن باشد؛ مثلاً خارج از تنخ در منابع دیگر نام «یعقوب‌ئیل» که به ال خدای بزرگ کنعانی اشاره دارد، یافت شده؛ هر چند در مورد یوسف چنین نامی در منابع دیده نشده‌است. در مزامیر از یوسف با نام «یهوسف» نام برده شده‌است.
نام دیگر یوسف «صفنات فعنیح» به معنای «خدا صحبت می‌کند و زنده است» می‌باشد. این نام را فرعون بر روی یوسف گذاشت.

## منبع‌شناسی
سرگذشت یوسف در باب‌های ۳۷ تا ۵۰ سفر پیدایش، اولین کتابِ تورات، روایت شده و هیچ منبع دیگری به او و حضور بنی‌اسرائیل در مصر اشاره نکرده‌است. مطابق فرضیه مستند، متن این قسمت از تورات با ترکیب دو منبع موسوم به «منبع جی» و «منبع ای» به وجود آمده و نویسنده داستان از «منبع پی» زیاد استفاده نکرده‌است. این‌ها نام‌هایی هستند که محققان امروزی بر منابع قدیمی‌تر و ناشناس مورد استفادهٔ نویسندگان تورات نهاده‌اند. «منبع ای» در پادشاهی شمالی اسرائیل نوشته شده یا شکل گرفته و در آن پادشاهی، اسباط افرایم و مناسه (که در کنار هم سبط یوسف نامیده می‌شدند) بیشترین قدرت را در اختیار داشتند؛ به همین دلیل، «منبع ای» در متن قصه یوسف زیاد استفاده شده‌است. تناقض‌هایی در متن تورات وجود دارد که استفاده از این منابع را آشکار می‌کند، از جمله اینکه دو برادر مختلف (یهودا و رئوبن) تلاش می‌کنند یوسف را از مرگ نجات دهند و نام خریداران یوسف هم به دو صورت متناقض (یوسف را به بنی‌اسماعیل می‌فروشند اما پوتیفار او را از مدینی‌ها می‌خرد) روایت شده‌است. اکثر محققان معاصر اعتقاد دارند نسخه فعلی داستان یوسف نمی‌تواند قدیمی‌تر از قرن پنجم قبل از میلاد — دوره حکومت هخامنشیان بر یهودیه — باشد. مطابق فرضیهٔ دونالد ردفورد، آن نسخه از داستان که در آن رئوبن تلاش می‌کند یوسف را نجات دهد، در پادشاهی شمالی اسرائیل شکل گرفته و هدف تهیه‌کنندگان داستان، توجیه سلطهٔ سبط یوسف بر دیگر اسباط اسرائیل بوده‌است. سپس آن را در پادشاهی یهودا با این هدف که یهودا را وارث مشروع یعقوب نشان دهند، گسترش (باب‌های ۳۸ و ۴۹) دادند. سرانجام، جزئیات بیشتری به داستان افزودند تا تبدیل به متصل‌کننده داستان‌های سه شه‌پدر به قصه‌های موسی و خروج بنی‌اسرائیل از مصر شود.

## روایت کتاب مقدس

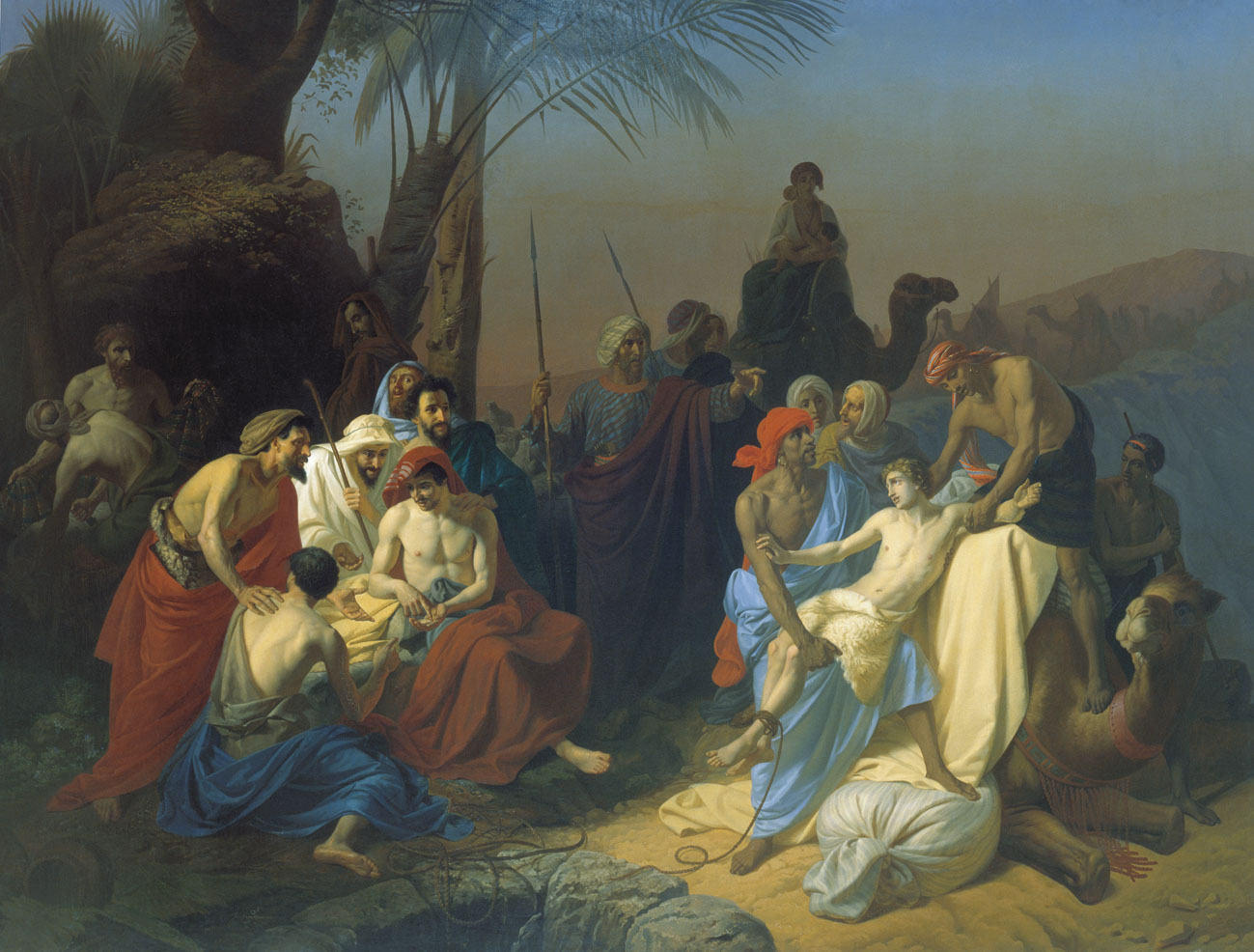
فرزندان یعقوب، برادرشان یوسف را می‌فروشند، اثری از کنستانتین فلاویتسکی، (۱۸۵۵)

یوسف پسر راحیل و یعقوب (اسرائیل) بود و مادرش بعد از هفت سال ناباروری او را زایید. سفر پیدایش حاوی هیچ اطلاعاتی دربارهٔ کودکی او نیست. در ۱۷ سالگی، یوسف به گوسفندان پدرش در کنعان رسیدگی می‌کرد. او کاملاً با برادرانش بیگانه شده بود زیرا گزارش کارهای بد آنان را به یعقوب می‌داد و یعقوب علاقه خاصی به یوسف داشت و به دلیل خواب‌هایش، برایش ردای بلند رنگارنگی تهیه کرد. ماهیت دقیق «ردای رنگارنگ» و منظور و پیام آن مشخص نیست و در تمام تنخ فقط یک اشاره دیگر به آن وجود دارد. روزی اسرائیل یوسف را از حبرون به شکیم نزد برادرانش فرستاد تا از حال آنان خبر آورد. زمانی که برادران یوسف را دیدند، نفرت از او چنان در ایشان جوشید که قصد جانش را کردند.
داستان دربارهٔ برادری که تلاش کرد یوسف را نجات دهد، سنت‌های روایی مختلفی را ترکیب کرده‌است. مطابق پیدایش ۳۷:۲۲، رئوبن پیشنهاد داد او را به چاه اندازند زیرا امید داشت این‌گونه او را نجات دهد و به خانه بازگرداند. برادران چنین کردند و مشغول غذا خوردن شدند که کاروان اسماعیلی از سمت گیلاد (جلعاد) به آن سو آمد. اینجا سنت روایی دیگری آشکار می‌شود و این بار یهودا تلاش می‌کند جان یوسف را نجات دهد. مطابق گفته او، برادران یوسف را به قیمت ۲۰ سکه نقره می‌فروشند. تضاد میان این دو سنت روایی زمانی که رئوبن به چاه نگاه می‌اندازد و متوجه می‌شود یوسف نیست به وضوح مشخص است. در ادامه، تلاش برادران برای فریب دادن یعقوب دربارهٔ سرنوشت یوسف روایت شده‌است. ایشان ردا را به خون بزی آغشته کردند و نزد یعقوب بردند. او نیز پذیرفت که کودک را جانوری وحشی دریده و به عزای یوسف نشست. اندوه یعقوب برای مرگ یوسف چنان بود که هیچ‌یک از پسران و دخترانش نتوانستند او را تسلی دهند.

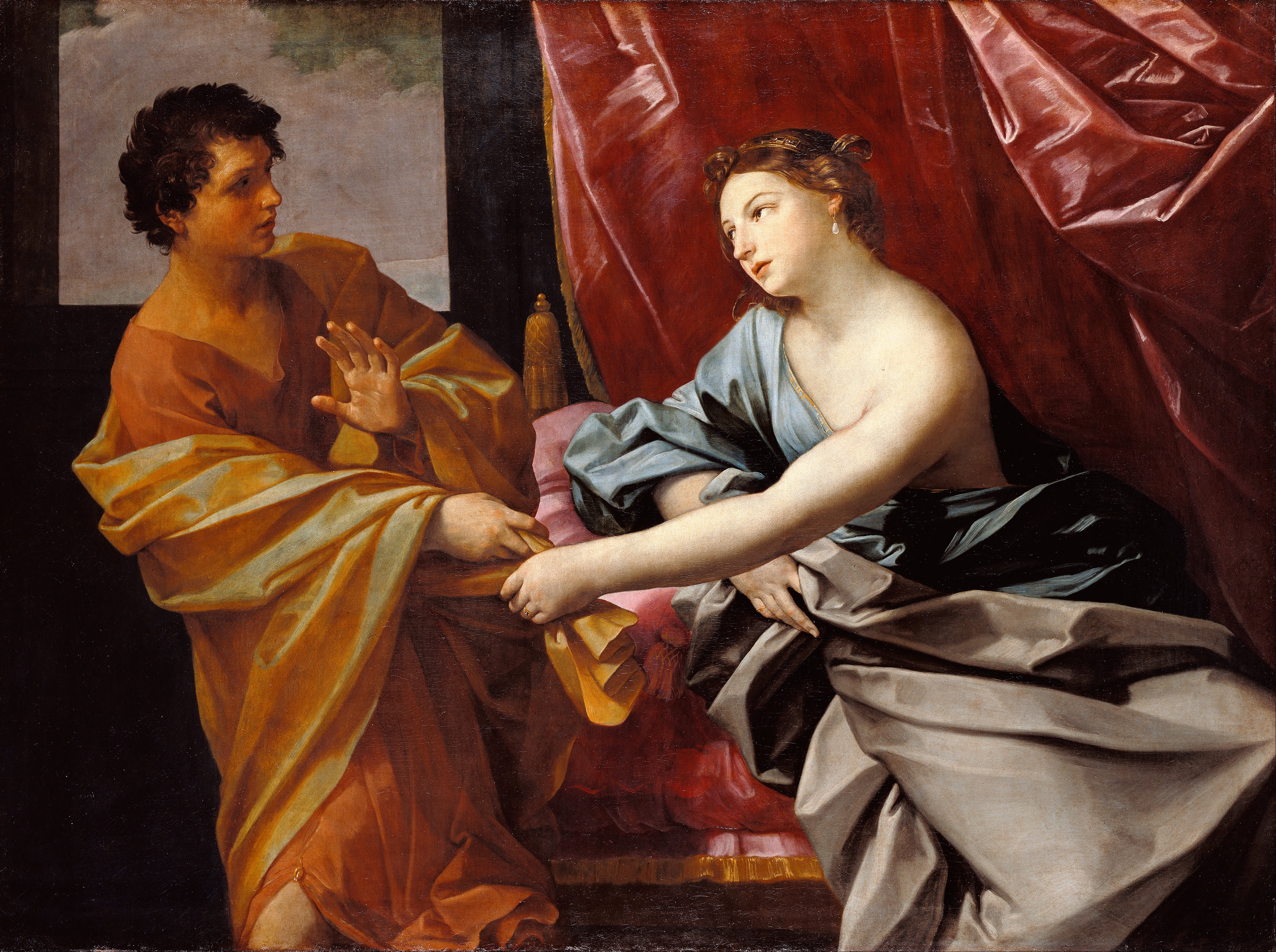
یوسف و همسر پوتیفار، اثر گیدو رنی، (۱۶۳۰)

در مصر، مدینی‌ها یوسف را به پوتیفار، از درباریان فرعون و رئیس نگهبانان، به عنوان برده فروختند. یوسف به سرعت اعتماد ارباب جدیدش را جلب کرد و پوتیفار او را خدمتکار شخصی خود و مأمور رسیدگی به املاکش کرد. مدت کوتاهی بعد، همسر پوتیفار تلاش کرد با یوسف هم‌خواب شود اما یوسف در برابر خواسته او مقاومت کرد. همسر پوتیفار نیز برای انتقام نزد همسرش به یوسف تهمت زد و ارباب خانه یوسف را به زندان انداخت و یوسف با زندانیان پادشاه هم‌بند شد.
در زندان، یوسف اعتماد زندان‌بان را جلب کرد و زندانیان را به یوسف سپردند. میان این زندانیان، یکی جام‌بر (این لقب مشابه لقبی در دربار آشور است) و دیگری خباز پادشاه بود. روایت هیچ اشاره‌ای به جرمی که اینان مرتکب شده‌اند نکرده‌است. شبی هر دو رؤیا دیدند و یوسف برای ایشان تعبیر کرد. جام‌بر تا ۳ روز دیگر آزاد خواهد شد و به منصب قبلی باز خواهد گشت. خباز اما توسط فرعون اعدام خواهد شد. یوسف همچنین به جام‌بر التماس کرد که از قدرت بازیافته خویش استفاده کرده و او را از زندانِ غیر منصفانه نجات دهد اما جام‌بر بعد از آزادی یوسف را از یاد برد.
حدود دو سال بعد، پادشاه خوابی دید که جادوگران و حکیمان دربار از تعبیر آن عاجز ماندند. در این زمان، جام‌بر به یاد یوسف افتاد و برده عبرانی را به دربار آوردند. او خواب پادشاه را بدین شیوه تعبیر کرد که ۷ سال فراوانی و ۷ سال قحطی در مصر روی خواهد داد. سپس توصیه‌هایی برای مقابله با این قحطی ارائه کرد.
پادشاه که از خرد مرد شگفت‌زده شده بود، او را مأمور اجرای دستورالعمل‌ها کرد. یوسف در این زمان ۳۰ ساله بود؛ ۳۰ سالگی در واقع اشاره به «بلوغ کامل» دارد. داوود در آغاز سلطنت و عیسی در آغاز دوره تبلیغ ۳۰ ساله معرفی شده‌اند. مطابق روایت، یوسف به بالاترین رده اشرافیت و دولت مصر رسید و مستقیم به پادشاه پاسخ‌گو بود و املاک پادشاه تحت نظر او بودند. سپس فرعون یوسف را بر تمام مصر گمارد و انگشتر خویش را به او داد. یوسف همچنین مأمور جمع‌آوری مالیات و توزیع غلات شد. یوسف بر ارابه دومین (بعد از فرعون) سوار می‌شد و هر کجا می‌رفت، فریاد می‌زدند «زانو بزنید.» به علاوه، فرعون به یوسف نام جدید «صفنات فعنیح» (به معنای خدا صحبت می‌کند) را داد و آسنات، دختر کاهن اعظم اون (هلیوپلیس)، را برای او به زنی گرفت. سپس یوسف به انجام وظایفی که به او محول شده بود، پرداخت. او همچنین در این دوره صاحب دو پسر به نام‌های افرایم و مناسه شد.
با شروع قحطی، یعقوب پسران خود غیر از بنیامین را به مصر فرستاد. در مصر، برادران در برابر یوسف سجده کردند تا تعبیر رؤیای کودکی یوسف باشد. یوسف ایشان را شناخت اما هویت خود را آشکار نکرد و در صحبت با آنان بی‌رحم بود. بازجویی‌شان کرد، به آنان اتهام جاسوسی زد و ۳ روز به زندانشان انداخت. نهایتاً اجازه داد با غله به خانه بازگردند، اما شمعون را در بند کرد و اصرار کرد در بازگشت بنیامین را نیز با خود به مصر آورند. یوسف همچنین پولی که پسران اسرائیل بابت غله پرداخته بودند را در بار ایشان گذاشت.
یعقوب ابتدا تمایلی نداشت بنیامین را به مصر بفرستد، اما به دلیل فشار قحطی و اصرار پسرانش راضی شد. این بار، برادران که به مصر رسیدند، یوسف آن‌ها را به ضیافتی دعوت و شمعون را آزاد کرد. برادران یوسف به او هدایایی دادند و خواستند مبلغ غلات پیشین خود را پس دهند. احساسات یوسف زمانی که بنیامین را دید، بر او غلبه کرد و مجبور شد برای گریستن اتاق را ترک کند. برادران شام را در کنار یکدیگر خوردند و پسران یعقوب فردا صبح راهی سرزمین خود شدند. این بار نیز یوسف دستور داد سکه‌ها را در بار ایشان قرار دهند و همچنین جام نقره‌اش را در بار بنیامین بگذارند. هنوز برادران فاصله زیادی طی نکرده بودند که نگهبانان یوسف آنان را برای یافتن جام متوقف کردند. آن‌ها متعجب شدند و وعده دادند اگر جام با ایشان باشد، همگی برده شوند. جام در بار بنیامین یافت شد و نگهبان به آن‌ها گفت تنها او را به بردگی خواهند گرفت.
مطابق انتظار یوسف، برادرانش برای اعتراض نزد او بازگشتند و خواستند که همگی به بردگی گرفته شوند، اما یوسف گفت که تنها بنیامین باید برده شود. سپس یهودا پیش قدم شد و با او صحبت کرد؛ وی از اصرار یوسف به آوردن بنیامین و وضعیت پدر پیرش گفت و پیشنهاد داد او را به جای بنیامین به بردگی بگیرند. در این زمان یوسف که دیگر تاب نداشت، همه را از اتاق بیرون فرستاد تا با برادران خود تنها باشد. آنگاه هویت خود را بر ایشان آشکار کرد و گریست و آنان را در آغوش گرفت. او همچنین فروش خود را کار خدا دانست تا بدین شیوه، خانواده در سال‌های قحطی نجات پیدا کند. یوسف از برادرانش خواست به کنعان بازگردند و همه اهل خانه را به مصر آورند و نیز هدایای گران‌قیمتی به آن‌ها بخشید.
یعقوب زمانی که خبر زنده بودن یوسف را شنید، ابتدا باور نکرد اما با دیدن هدایای مطمئن شد. سپس به بئرشبع رفت و آنجا خدا را در رؤیا دید و خدا به او گفت «من هم با تو به مصر می‌آیم.» یعقوب و پسرانش راهی جوشن در مصر شدند و یوسف به استقبالشان آمد. زمانی که یعقوب و یوسف بعد از ۲۲ سال جدایی یکدیگر را دیدند، اشک ریختند. یوسف همچنین برادرانش را نزد فرعون برد و او نیز پذیرفت خانواده یوسف در بهترین جای مصر ساکن شوند و برادرانش چوپانی گله‌های فرعون را برعهده گیرند. در ۵ سال باقی مانده قحطی نیز یوسف غذای مورد نیاز خانواده‌اش را تأمین کرد.

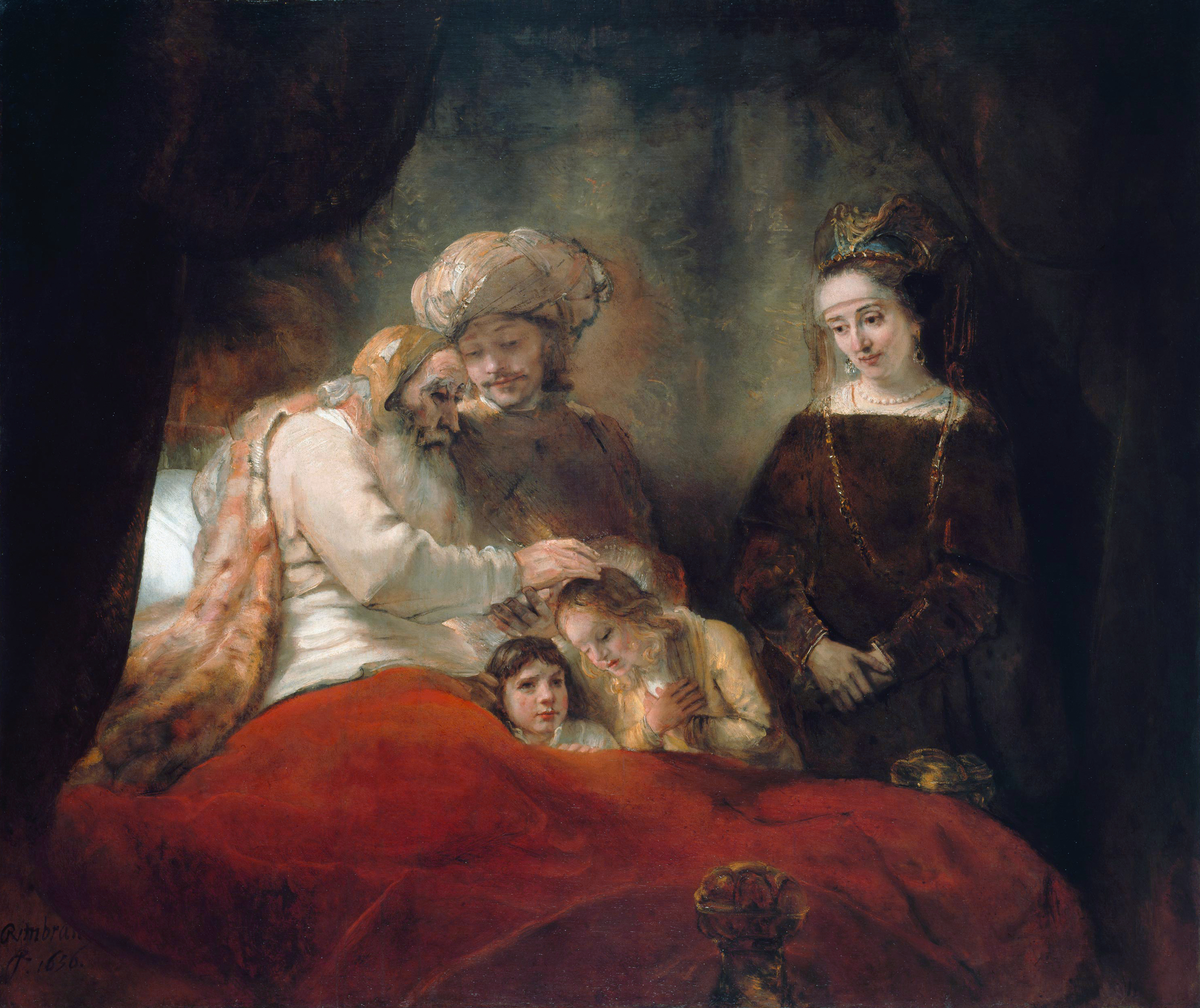
یعقوب پسران یوسف را برکت می‌دهد. اثری از رامبرانت

باقی روایت دربارهٔ اقدامات اداری و مالی یوسف در مصر است که ارتباطی با وضعیت بنی‌اسرائیل ندارد. مطابق ادامه داستان، یعقوب ۱۷ سال در مصر زندگی کرد و در سال‌های آخر از یوسف خواست او را در قبرستان اجدادی در کنعان دفن کند. یوسف همچنین ۲ پسرش را نزد یعقوب برد تا آنان را برکت دهد. یعقوب آن ۲ پسر را به فرزند خواندگی پذیرفت و بزرگ‌زادگی را از پسر بزرگ‌تر (مناسه) گرفت و به پسر کوچک‌تر (افرایم) داد.
یعقوب که مرد، یوسف در کنار او بود. سپس یوسف او را کنعان برد و دفن کرد و خود به مصر بازگشت. در این نقطه، برادران بیمناک شدند که یوسف از ایشان انتقام بگیرد، اما یوسف خاطر آنان را آسوده کرد. روایت می‌گوید یوسف ۵۴ سال دیگر زنده بود و در ۱۱۰ سالگی مرد. او در بستر مرگ، وعده الهی به شه‌پدران را به برادران خود یادآور شد و از آنان خواست قول دهند زمانی که مصر را ترک کردند، جسد او را با خود به ارض موعود ببرند. سپس او را در تابوتی قرار داده و در مصر دفن کردند. در روایت سفر خروج (۱۳:۱۹)، موسی آخرین خواسته یوسف را عملی می‌کند.

## دیدگاه تاریخی
به‌طور کلی نظر محققان این است که داستان یوسف هیچ مبنای تاریخی ندارد یا مبنای تاریخی کمی دارد. هیچ منبعی (غیر از خود کتاب مقدس) وجود ندارد که به حضور بنی اسرائیل در مصر اشاره کرده باشد و در متون باستانی یا یافته‌های باستان‌شناسان نیز هیچ مدرکی دربارهٔ افراد و وقایع داستان‌هایی که در مصر جریان دارد (از یوسف تا موسی) پیدا نشده است. همچنین، هیچ مورد مشابهی در متون مصر باستان دربارهٔ فردی که از چنین جایگاه پایینی به رده‌های بالای قدرت برسد، یافت نشده است. با این حال، عزیز داشته شدن یهودیان تبعیدی توسط حاکمان خارجی یکی از مضامین محبوب ادبیات یهودی در دورهٔ بعد از تبعید به بابل و آزادسازی یهودیان توسط کوروش بزرگ است. کتاب استر و کتاب دانیال دو نمونه از قصه‌های شبیه به داستان یوسف هستند.
از لحاظ ساختاری، داستان یوسف با دیگر بخش‌های سفر پیدایش متفاوت است. روایات مربوط به شخصیت‌هایی چون ابراهیم و یعقوب از کنار هم چیده شدن قصه‌های عامیانه و کوتاه چند خطی دربارهٔ آنان پدید آمده، اما داستان یوسف فقط یک نویسنده داشته و از آغاز تا پایان یک روایت واحد و طولانی دربارهٔ زندگی یک نفر است و می‌توان آن را یک رمان کوتاه محسوب کرد. دونالد ردفورد این قصه را دارای بهترین نثر در تمام کتاب مقدس و یکی از بهترین متون خاورمیانهٔ باستان محسوب می‌کند. داستان به زیبایی حول محور یک پی‌رنگ در چرخش است، سبک نویسنده موجز و بی‌پیرایه است، ماهرانه روند داستان را تند و کند می‌کند تا حس تعلیق را افزایش دهد و از استعارات بسیار لطیف استفاده می‌کند: این‌ها همه نشان می‌دهد قصهٔ یوسف تألیف شده، نه ثبت، و مبنایی در تاریخ ندارد.
با این حال، عجیب است که روایتی به این بلندی به شخصیتی چون یوسف اختصاص داده شده؛ زیرا با در نظر گرفتن وقایع بعدی تاریخ بنی اسرائیل، یوسف مهم‌ترین پسر یعقوب نبوده است. در عوض، انتظار می‌رفت چنین داستانی به یهودا اختصاص داده شود، زیرا سبط یهودا منبع بیشتر بخش‌های تاریخ متاخر اسباط اسرائیل است و پادشاهان اسرائیل از سلسله داوود نیز خود را از نسل او می‌دانستند. یک دلیل برای توجه نویسندگان به یوسف شاید این باشد که او پدر افرایم بود و سبط افرایم در پادشاهی شمالی بیشترین قدرت را داشت. قصهٔ یوسف همچنین یک الحاق بسیار متاخر است تا پیوندی میان قصه‌های شه‌پدران و سرگذشت موسی ایجاد کند. در نسخه‌های قدیمی‌تر داستان (قبل از نوشته شدن قصهٔ یوسف)، هجرت فرزندان اسرائیل به مصر ربطی به وجود یک قحطی نداشته و یوسفی هم نبوده که به آنان کمک کند. این از آنجا مشخص می‌شود در اثر گسترش و ترکیب داستان، در نسخهٔ فعلی تورات، بنیامینِ نوزاد ۱۰ فرزند پسر دارد. نیز برادران یوسف در روایت‌های جداگانه خودشان در ادوار بعد، همه در کنعان (نه در مصر) دفن شده‌اند.

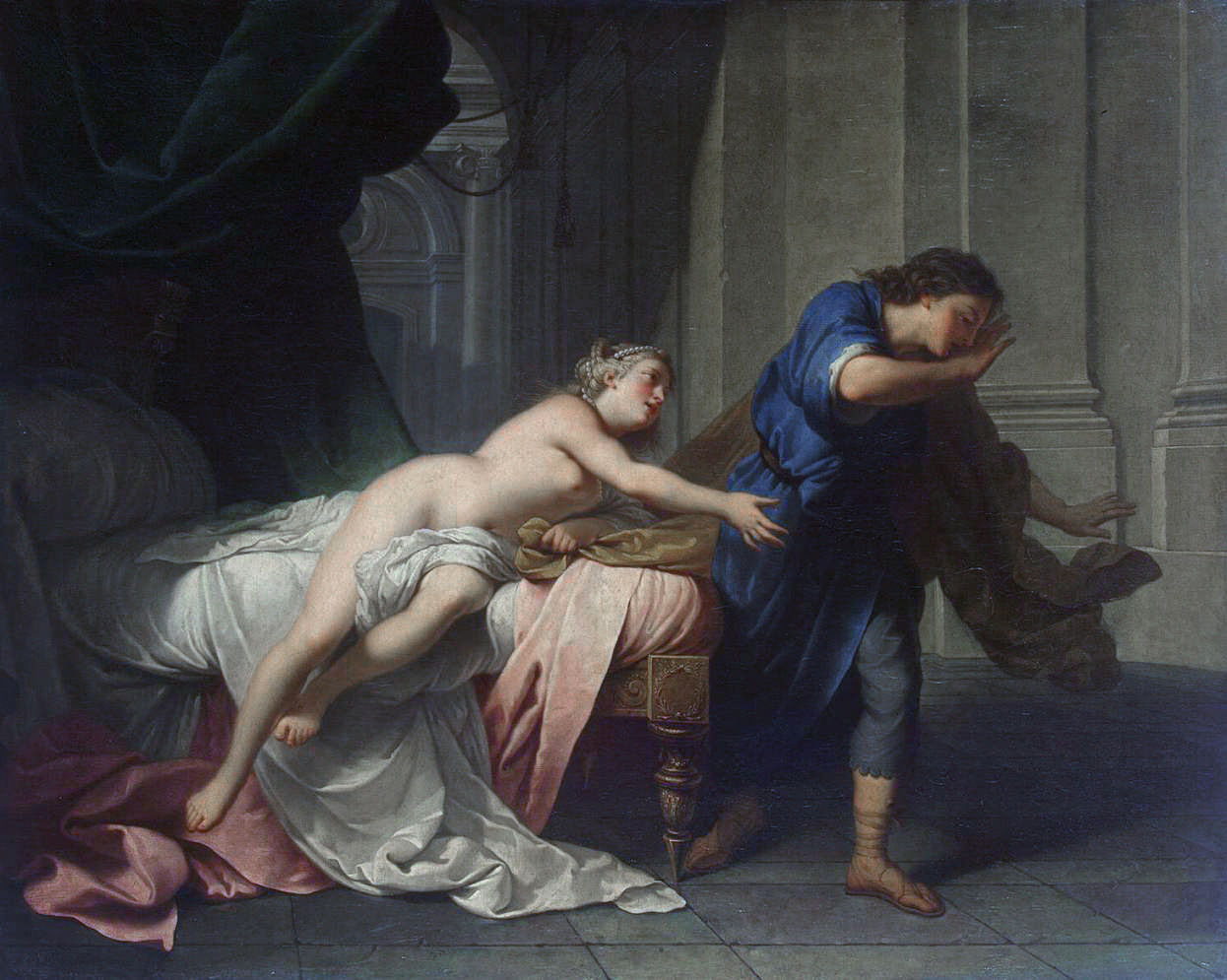
یوسف و همسر پوتیفار

یکی از ویژگی‌های منحصر به فرد این روایت نسبت به سایر قصه‌های کتاب مقدس، ساختار سکولار آن است. در این داستان هیچ خبری از معجزه، فرشته، وحی، قربانی یا ساخت بناهای مذهبی نیست و با آغاز قصهٔ یوسف، خدا که در داستان‌های پیشین حضوری فاعل دارد، کاملاً ساکت می‌شود. در زمان تعبیر خواب‌ها توسط یوسف نیز هیچ اشاره‌ای به خدا نمی‌شود. البته به‌طور کلی در خاورمیانه باستان فکر می‌کردند خواب وسیله ارتباط الهی است و هر چند نویسندگان داستان صراحتاً اشاره‌ای به خدا نکرده‌اند، اما منبع تعابیر را از جانب او می‌دانستند. روی هم رفته روایت به گونه‌ای است که علی‌رغم عدم دخالت مستقیم الهی، وقایع داستان توسط خدا به جلو برده می‌شوند. اگرچه بخش‌های دیگر تنخ از یک یوسف‌نامی به عنوان جد «سبط یوسف» نام برده شده، ولی یوسفِ این داستان تقریباً به‌طور کامل در سایر بخش‌ها غایب است. حتی می‌توان این رمان کوتاه را از تورات حذف کرد، بدون اینکه خلأیی در روایت کلی تاریخ اولیهٔ اسرائیل ایجاد شود.
تاریخ‌پژوهان قرن نوزدهمی داستان یوسف را افسانه‌ای دربارهٔ باروری می‌دانستند، به خصوص با توجه به تضاد میان هفت سال فراوانی و هفت سال قحطی که در داستان وجود دارد. یوسف تجلی انسانیِ باران زندگی‌بخش محسوب می‌شد که خود فرزند راحیل (ابرها) و یعقوب (آسمان شب) بود. در سال ۱۹۰۶ مایر این نظریه را مطرح کرد که یوسف خدایی کنعانی به نام یوسف‌ئیل بوده که توسط سبط افرایم به یکی از نیاکان بنی‌اسرائیل تبدیل شده است. با این حال، «یوسف‌ئیل» در هیچ منبعی یافت نشده و مدرکی وجود ندارد که تأیید کند یوسف یک خدای شهری بوده است. او احتمالاً در جایی در شرق شکیم در مرز اسباط افرایم و مناسه تکریم می‌شده و حتی در سفر پیدایش هم گفته شده که یعقوب شهر شکیم را به یوسف بخشید و منابع متأخرتر (که یهودیان و مسلمانان به آن باور دارند) شکیم را محل دفن او معرفی کرده‌اند. اعتقاد به دفن یوسف در نیل ریشه در داستانی دربارهٔ ازیریس، خدای مردگان و زندگی بعد از مرگ در مصر باستان، دارد.
بخش رابطهٔ یوسف و همسر پوتیفار به یکی از داستان‌های عامیانه مصر باستان شبیه است. این قصه که «داستان دو برادر» نام دارد، دربارهٔ دو برادر به نام‌های آنوبیس و بتا است. همسر برادر بزرگ‌تر تلاش می‌کند با برادر شوهر خود رابطه داشته باشد اما وقتی پیشنهادش رد می‌شود، برادر شوهرش را به تلاش برای رابطه با خود متهم می‌کند. دو خدای مصری به نام‌های آنوبیس و بتا نیز وجود دارد. این داستان بر روی یک پاپیروس از سال ۱۲۲۵ قبل از میلاد یافت شده است. بتا خدای دامداری است و در «داستان دو برادر» به شکل گاو نر در می‌آید. یوسف نیز در خوانش ثانویه‌ای از تورات به گاو نر جوانی تشبیه شده؛ با این حال، به نظر نمی‌رسد این نشان‌دهندهٔ آن باشد که یوسف در روایات اسرائیلی قهرمانی خداگونه بوده است.

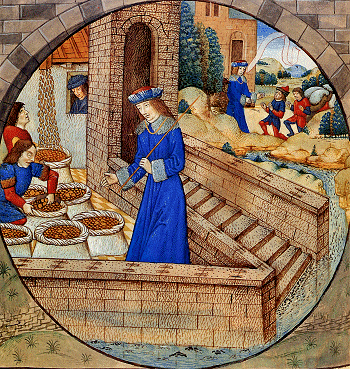
در حماسهٔ گیلگمش، ایشتار تلاش می‌کند با گیلگمش رابطهٔ جنسی داشته باشد اما گیلگمش ردش می‌کند. پس ایشتار از والدین خود می‌خواهد نرگاو آسمان را به او بدهند. پدرش می‌گوید آزاد کردن نرگاو هفت سال قحطی خواهد آورد و ایشتار جواب می‌دهد هفت سال غله برای سال‌های قحطی ذخیره کرده است. این داستان با ذخیرهٔ غله توسط یوسف شباهت دارد.

در لوح VI حماسهٔ گیلگمش به زبان اکدی معیار، پس از آن‌که گیلگمش حاضر به رابطهٔ جنسی با ایشتار نمی‌شود، او به آسمان می‌رود و نزد مادرش آنتو و پدرش آنو، شکایت می‌برد. او از آنو می‌خواهد که نرگاو آسمان را به او دهد و تهدید می‌کند که در صورت امتناع، دروازه‌های جهان زیرین را خواهد شکست و مردگان را برای خوردن زندگان برمی‌انگیزد. آنو در ابتدا با خواستهٔ ایشتار مخالفت می‌کند و پافشاری می‌کند که نرگاو چنان ویرانگر است که رها کردنش به هفت سال قحطی منجر خواهد شد. ایشتار می‌گوید که برای هفت سال آینده غلات کافی برای همهٔ مردمان و همهٔ حیوانات ذخیره کرده است. درون‌مایهٔ پیش‌بینی هفت سال قحطی از قبل و ذخیره ملزومات، در داستان یوسف در سفر پیدایش نیز دیده می‌شود.
داستان سینوهه نیز مضامین مشابهی با روایت یوسف دارد. این قصه یکی از محبوب‌ترین افسانه‌ها در مصر باستان بوده و حدوداً ۱۸۷۵ قبل از میلاد پدید آمده است. داستان سینوهه قصه یکی از درباریان مصر است که به دلیل ترس از توطئه‌های درباری از مصر می‌گریزد و در آسیا ساکن می‌شود. آنجا او به قدرت می‌رسد، تشکیل خانواده می‌دهد و در مبارزه با یکی از پهلوانان منطقه به پیروزی می‌رسد، اما بعد از گذشت سال‌ها دلتنگ وطن می‌شود. پس خانواده خود را در آسیا تنها می‌گذارد و با اجازه فرعون به مصر بازمی‌گردد. صحنه دیدار دوباره آخر داستان یک ملاقات خانوادگی نیست، بلکه او با شاهدخت‌های دربار دیدار می‌کند. داستان سینوهه قدیمی‌ترین داستان موجود در سبکی با مضامین دوری قهرمان داستان از وطن برای سال‌های طولانی، به موفقیت رسیدن بعد از تحمل سختی و بازگشت احساسی به خانه است.
تلاش‌هایی از سوی تاریخ‌پژوهان صورت گرفته تا حداقل آن دوره از تاریخ مصر که قصه یوسف در آن جریان دارد، شناسایی شود. با این حال، داستان یوسف در فضایی مستقل از زمان و مکان روی می‌دهد و گرچه گفته می‌شود مکان آن مصر است، شکل کلی آن هیچ وابستگی به مصر ندارد. به گفتهٔ دونالد ردفورد، اینکه بگردیم یوسف در زمان کدام سلسلهٔ مصری بوده یا فرعونِ زمان موسی چه کسی بوده، مثل این است که تلاش کنیم نام کنسول‌های امپراتوری روم در زمان بیرون کشیدن شمشیر از سنگ توسط شاه آرتور را کشف کنیم. یکی از اتفاقات تاریخ مصر که شباهت‌هایی با حضور بنی‌اسرائیل در آن سرزمین دارد، مربوط به سال‌های ۱۶۵۰ تا ۱۵۵۰ قبل از میلاد است. در این دوره، گروهی سامی‌تبار که متون مصری آنان را هیکسوس (فرمانروایان سرزمین‌های خارجی) نامیده‌اند، به مصر حمله و آن سرزمین را فتح کردند. در اوایل و میانه‌های قرن بیستم، بسیاری از محققان تصور می‌کردند ممکن است یوسف هم یکی از آن فرمانروایان خارجی بوده باشد. با این حال، هیچ مدرکی وجود ندارد که نشان دهد یوسف (و بنی‌اسرائیل) با هیکسوسیان ارتباطی داشته‌اند و روایت تورات هم کاملاً روشن کرده که یوسف فرعون نبوده است. فرضیهٔ ارتباط یوسف با هیکسوسیان تنها بر احتمالات استوار است و بسیار نامحتمل است. به گفتهٔ مگان بیشاپ مور و بِرَد کِل، «احتمالات» تنها به کار کسانی می‌آید که قصد دارند حقیقتِ خدا، بشر و جهان را دل از این متون کشف کنند اما برای تاریخ‌پژوهانی که بر اساس سند و مدرک تحقیقات خود را پیش می‌برند، مشکل‌آفرین است. به هر روی، تاریخ‌هایی که تنخ ادعا کرده داستان یوسف در آن اتفاق افتاده، مصادف است با دوره حکومت فراعنه سلسله دوازدهم بر مصر و قرن‌ها با هیکسوسیان فاصله دارد:
| تاریخ‌ها بر اساس تنخ (قبل از میلاد)                                | سالشمار حکومت فراعنه سلسله دوازدهم (قبل از میلاد) |
| ----------------------------------------------------------------- | ------------------------------------------------- |
| ۱۹۱۶: تولد یوسف؛ ۱۸۹۹: ورود یوسف به مصر                           | ۱۹۲۹–۱۸۹۵: آمنمهات دوم                            |
| ۱۸۸۶: انتخاب یوسف به حکومت توسط فرعون؛ ۱۸۸۶–۱۸۷۹: هفت سال فراوانی | ۱۸۹۷–۱۸۷۸: سنوسرت دوم                             |
| ۱۸۷۸–۱۸۷۱: هفت سال قحطی                                           | ۱۸۷۸–۱۸۴۳: سنوسرت سوم                             |
| ۱۸۰۶: مرگ یوسف                                                    | ۱۸۴۲–۱۷۹۷: آمنمهات سوم                            |

از عناصر مصری داستان، یکی نام‌های مصری صفنات فعنیح، آسنات و پوتیفار هستند. در منابع مصری گاه تا قرن نهم ق‌م هم افرادی با این نام‌ها دیده شده‌اند، ولی تنها در قرون هفتم و ششم ق‌م (تبعید به بابل و حکومت هخامنشیان بر یهودیان) است که این سه نام به‌طور همزمان رایج بوده‌اند. همچنین منصبی به نام «ناظران» (پیدایش ۴۱:۳۴) وجود دارد که به زبان آرامی در مصرِ دورهٔ هخامنشی مورد استفاده بوده است.
مضمون حق نخست‌زادگی که در داستان‌های اسحاق و یعقوب وجود دارد، در روایت یوسف نیز دیده می‌شود. یوسف پسر ارشد یعقوب نبود، اما پدرش بیشترین علاقه را به او نشان می‌داد. به علاوه، یعقوب حق نخست‌زادگی را از پسر ارشد یوسف گرفت و به پسر کوچک‌تر داد. یهودا هم که یکی از پسران کوچک یعقوب بود، نقش مهمی در داستان دارد. رئوبن، پسر ارشد یعقوب، به دلیل هم‌خوابگی با یکی از زنان پدرش جایگاه خود را از دست می‌دهد. احتمالاً قدرت‌گیری قبایل یهودا و افرایم در قرون بعدی در گنجانده این مضمون در داستان‌ها نقش داشته است. دلیل دیگر نیز می‌تواند مشروع جلوه دادن حکومت پادشاهان اسرائیل—داوود و سلیمان—باشد زیرا داوود کوچک‌ترین پسر یسی و سلیمان یکی از پسران کوچک داوود بود.

## سبط یوسف
یوسف یکی از شه‌پدران بنی‌اسرائیل (ابراهیم، اسحاق و یعقوب) نیست، بلکه پدر یکی از اسباط است. مطابق سنت‌های روایی، سبط یوسف به دو قبیلهٔ جداگانهٔ افرایم و مناسه تقسیم شد و به اینان بنی‌یوسف یا بیت یوسف (در مقابل «بیت یهودا») گفته می‌شد. با وجود تقسیم قبیلهٔ او، در ساختار سیاسی اسرائیل عدد ۱۲ را حفظ کردند. تقسیم سبط یوسف مضمون باب ۴۸ سفر پیدایش است. به همین مسئله چند بار در کتاب یوشع نیز اشاره شده‌است. در سفر تثنیه، موسی در باب ۳۳ آیات ۱۳ تا ۱۷، به سبط یوسف برکت می‌دهد اما در آیه ۱۷ در زمان شمارش اعضای قبیله او، آن‌ها را به دو دسته افرایم و مناسه تقسیم می‌کند. با این حال، به‌طور قطع نمی‌توان گفت که اینان با یکدیگر ترکیب شدند تا سبط یوسف به وجود آید یا اینکه سبط یوسف از ابتدا وجود داشته و بعداً به چند قبیله تقسیم شده‌است. در زمان تقسیم پادشاهی متحد اسرائیل به دو دولت پادشاهی شمالی اسرائیل و پادشاهی یهودا، سبط یوسف نماد مملکت شمالی بوده‌است.

## در قرآن

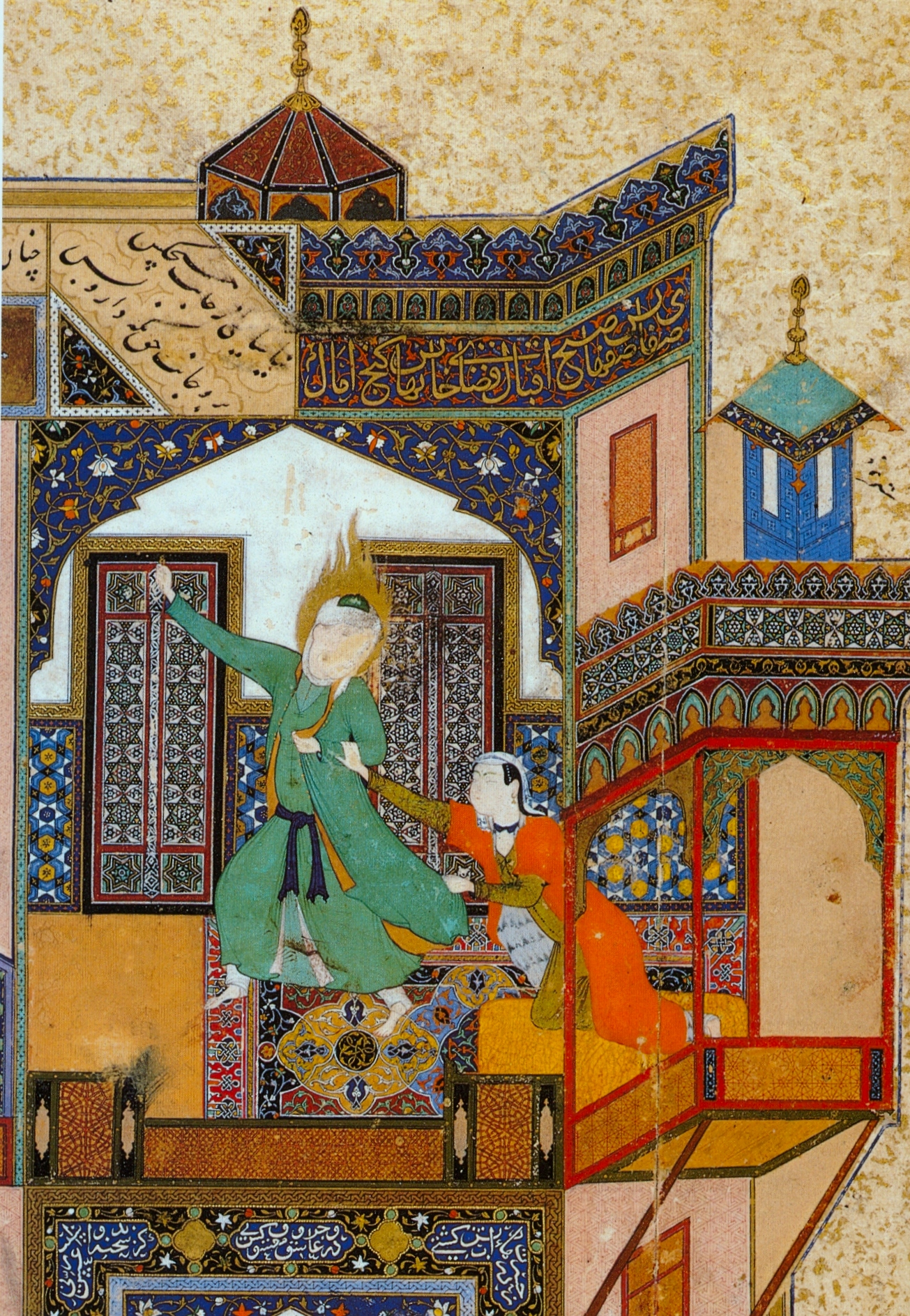
یوسف و زلیخا، اثری از کمال‌الدین بهزاد

در قرآن سوره‌ای به نام یوسف وجود دارد. نام یوسف ۲۷ بار در قرآن ذکر شده که تمام آن‌ها، غیر از دو مورد، در این سوره است. سوره یوسف روایت سرگذشت او و بلندترین روایت داستانی قرآن است؛ این داستان، برخلاف سایر قصه‌های قرآنی، روایتی طولانی و پیوسته‌است و قرآن خود آن را «احسن القصص» (بهترینِ داستان‌ها) توصیف کرده‌است. قرآن بر صفات اصلی یوسف مثل دانایی، معتمد بودن و راستی تمرکز دارد و برخلاف کتاب مقدس، او و پدرش یعقوب را از خطا مبری می‌داند. به گفته دانشنامه اسلام، جهان‌بینی‌ها، دوره‌ها و فرهنگ‌های متفاوت باعث چنین تفاوت‌هایی در دو روایت شده‌است. روایت کتاب مقدس، داستانی قهرمانانه است اما هدف داستان قرآن، ارائه قصه‌ای پندآموز است که در آن اعمال خوب و بد شخصیت‌های قصه به روشنی مشخص است. در واقع می‌توان گفت داستان قرآنی ماهیتی مشابه روایات متاخر این داستان نزد مسیحیان و یهودیان دارد.
روایت قرآن با گفتگوهای یوسف و یعقوب در کودکی او آغاز می‌شود، با دوری او از خانواده، زندانی شدن و به حکومت رسیدن او ادامه پیدا می‌کند و نهایتاً با حل مشکلات خانوادگی آن‌ها با دخالت خدا به پایان می‌رسد. رؤیاها — رؤیای یوسف و رؤیای فرعون — و تعبیرشان، نقشی مرکزی در این داستان دارد. در قرآن یکی از خواب‌های یوسف که یازده ستاره، ماه و خورشید بر او سجده کرده‌اند گزارش می‌شود. در انتهای آیات مربوط به رؤیای یوسف، یعقوب او را از افشای خواب خود برای برادرانش منع می‌کند. به گفته قرآن، برادران یوسف به جهت شفقت پدر نسبت به یوسف و برادرش، حسادت می‌ورزیدند و ابتدا قصد قتل برادر کردند اما بعد از پیشنهاد یکی از برادران، تصمیم گرفتند تا یوسف را به چاهی بیاندازند تا کاروانیان او را بیابند. در میان روایت دو رؤیا، داستان تلاش همسر عزیز مصر برای رابطه با یوسف بازگو شده و دلیل رد خواسته او توسط یوسف، دیدن «براهین پروردگارش» ذکر گردیده‌است. این اتفاق در کنار ماجرای حضور یوسف در مهمانی «زنان شهر» منجر به زندانی شدنش می‌شود. مطابق قرآن، پس از افشای قصد همسر عزیز نسبت به یوسف و ملامت او از جانب زنان مصر، او مهمانی بزرگی ترتیب داد و زنان مصری را دعوت کرد و به هر یک چاقوی تیزی داد تا ترنجی را ببرند؛ در این هنگام یوسف را به اندرون فراخواند و زنان با مشاهده یوسف، جلب او شده و دست خویش را بریدند. قرآن پس از نقل این ماجرا، به گزارش آنچه بر یوسف در زندان افتاده‌است می‌پردازد. قرآن تعبیر رؤیای دو کارگزار تبهکار درباری را از جانب یوسف گزارش می‌کند که جنبه‌های اخلاقی همچون امید و توکل به خدا و قطع امید از خلایق در آن تجلی یافته‌است. سپس تعبیر خواب پادشاه زمینه‌ساز آزادی یوسف می‌گردد که مقدمه‌ای بر اتفاقات نیمه دوم داستان و دیدار او با برادران و پدرش است. قرآن داستان ملاقات برادران یوسف با او را در دوران خشکسالی عنوان می‌کند. در پایان قصه، به خواننده/شنونده یادآوری می‌شود که به اعمال خدا در این قصه توجه کند.
از جمله تفاوت‌های روایت قرآن و تنخ این است که یعقوب — هر چند برای یوسف عزاداری می‌کند اما — می‌داند یوسف نمرده‌است. از دیگر نکات قابل توجه روایت قرآن این است که مادر یوسف هم به همراه یعقوب و فرزندانش راهی مصر می‌شود و با یوسف دیدار می‌کند، در حالی‌که در تورات راحیل در زمان زاییدن بنیامین می‌میرد؛ برخی از مفسران مسلمان این‌گونه تفسیر کرده‌اند که منظور قرآن از «مادر یوسف»، خالهٔ او بوده‌است. در قرآن یعقوب به یوسف هشدار می‌دهد که خوابش را برای برادرانش بازگو نکند که چنین چیزی در آثار منسوب به نرسه سریانی یافت می‌شود. در آثار منسوب به نرسه سریانی، برخلاف تورات، گفته شده که یعقوب متوجه شد که برادران یوسف دربارهٔ مرگ او دروغ گفته‌اند که در قرآن نیز دیده می‌شود. در تورات تنها به «حیوان درنده» اشاره شده اما آثار سریانی و قرآن از «گرگ» نام برده‌اند. قرآن می‌گوید همسر عزیز مصر زنان مصر را گرد آورد تا زیبایی یوسف را ببینند که در چند منبع میدراشی وجود دارد. بر اساس آیات ۵۰ تا ۵۳ سوره یوسف، او اعتراف می‌کند که در حق یوسف بدی کرده‌است. این را پیشتر افرایم سوری (درگذشته ۳۷۳ میلادی) در تفسیر خود بر سفر پیدایش نوشته‌است. در قرآن به کور شدن یعقوب و بینا شدنش با دیدن پیراهن یوسف اشاره شده‌است؛ این در واقع بازتابی از تفاسیر یهودی و مسیحی دربارهٔ «زنده شدن روح یعقوب» (پیدایش ۴۵:۲۷) با دیدن ارابه‌های هدایای یوسف در تورات است.
به گفته ریندولدز، روی هم رفته این تفاوت‌ها نشان می‌دهد که قرآن بیش از آن‌که با خود کتاب مقدس در ارتباط باشد، با آثار جانبی پیرامون آن — به خصوص آثار تفسیری سریانی مسیحی — آشناست. روایت قرآنی با روایت تنخ و روایات متاخر مسیحی و یهودی رابطه بینامتنی دارد و شباهت مهمی میان آن و داستان بلروفون در ایلیاد و قصه مصری داستان دو برادر دیده می‌شود. بنا به دانشنامه اسلام، به‌طور کلی می‌توان گفت در شکل‌گیری این سوره، متون کتاب مقدس و تفاسیر آن نقش داشته‌اند. آن‌گونه که یوزف ویتسوم نشان داده، روایت قرآنی از سفر پیدایش فاصله گرفته و به روایات موجود از این داستان در ادبیات مسیحی سریانی نزدیک‌تر است.
روایت اسلامی (قرآنی و غیر قرآنی) داستان یوسف به نوع خود بر روایت داستان در محافل مسیحی و یهودی در قرون بعد از اسلام تأثیرگذار بوده‌است. یکی از مضامین داستان، تلاش همسر عزیز مصر برای رابطه با یوسف و متهم کردن او است که مضمونی رایج در ادبیات عامیانه جهان است. در تحلیل اِشترن از این داستان، یوسفِ قرآن شباهتی با زندگی‌نامه‌های روایی محمد دارد. در هر دو قصه، رقبا (برادرها/اعضای قبیله) یوسف و محمد را متهم کردند که به دنبال برتری بر دیگران برای اهداف شخصی خودشان هستند اما منتقدان باید تا پایان داستان صبر کنند تا متوجه شوند خدا مأموریت ویژه‌ای به اینان داده‌است تا مردم خود را به سوی رستگاری رهنمون کنند. میر یادآوری می‌کند که داستان ساختاری «کیاستیکی» دارد، یعنی تنش‌هایی که در نیمه اول داستان (آیه ۱ تا ۴۴) ایجاد شده، در نیمه دوم آن (۴۵ تا ۱۰۰) با ترتیبی متضاد از بین می‌روند (مثلا گره داستانی که در آغاز ایجاد شده، در انتهای قصه باز می‌شود). به دلیل ماهیت پندآموز روایت، شخصیت قهرمانان داستان توسعه پیدا نکرده و حتی نام شخصیت‌های منفی نیز ذکر نشده‌است.

## در دیدگاه ادیان

### یهودیت

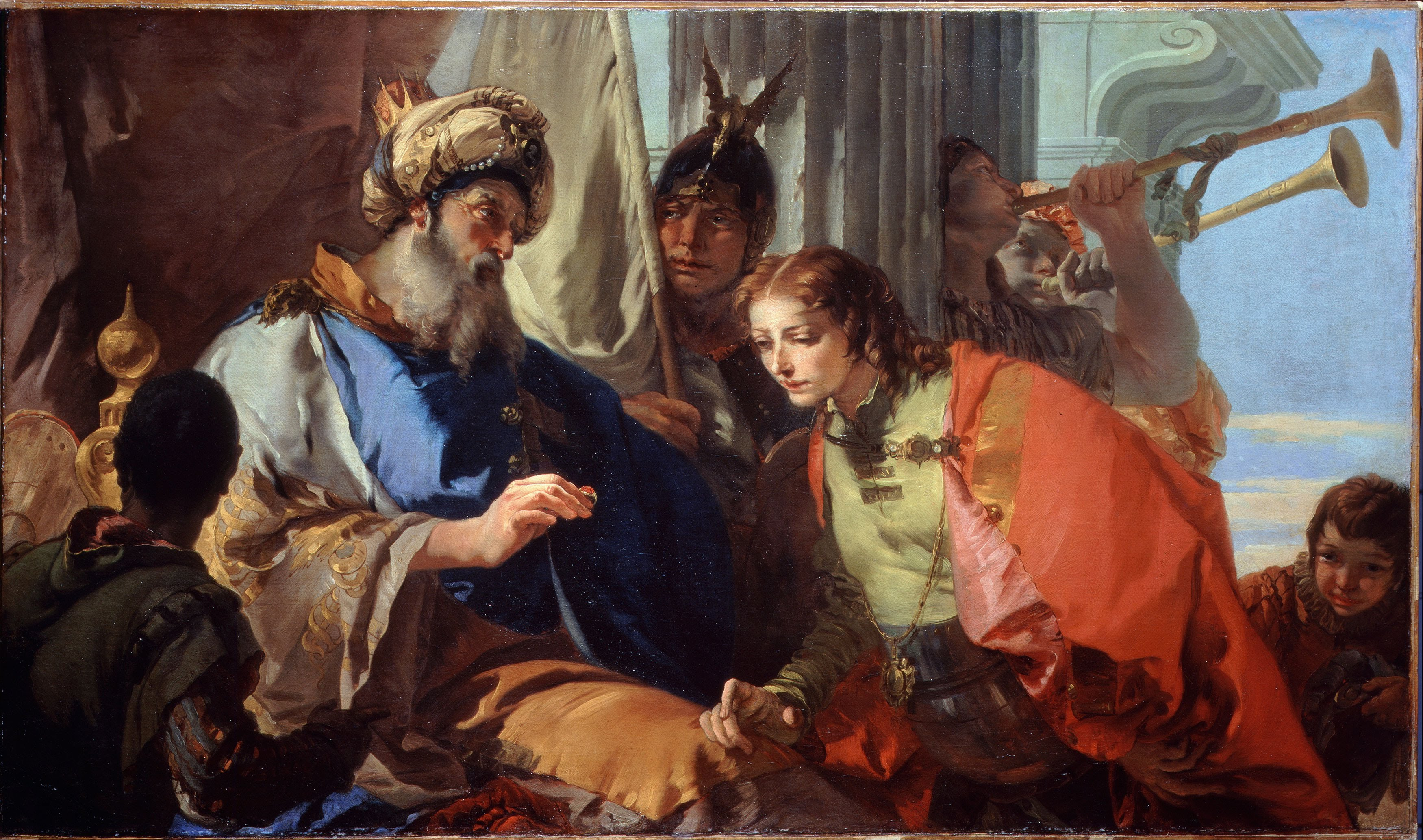
یوسف و انگشتر فرعون از جامباتیستا تیه‌پولو

از داستان یوسف در متون یهودی برای پرداختن به مفاهیم مختلف دینی، اجتماعی و سیاسی استفاده شده‌است. خویشتن‌داری یوسف در برابر وسوسه، عشق او به پدرش، وفاداری به خانواده‌اش و رسیدن او به درجات بالای قدرت این داستان را به یکی از موردتوجه‌ترین قصه‌های کتاب مقدس در موعظه‌های ربانی تبدیل کرده و ربی‌ها از آن برای انتقال پیام مدنظر خود استفاده می‌کردند. تجربیات یوسف در مصر به صورت نمادین تا حدی سمبل سرگذشت اسرائیل میان ملل و بالا و پایین‌های داستان او سمبل تاریخ یهودیان محسوب می‌شد. در تفسیر ربانی سفر پیدایش، یوسف با پدرش یعقوب مقایسه شده و برادرانش در جایگاه پایین‌تری نسبت به او قرار گرفته‌اند زیرا یوسف شایستگی و علم بیشتری نسبت به آنان داشت. این مفسران اشاره کرده‌اند که برادران یوسف به استقبال او نرفتند اما یوسف با وجود اینکه در جایگاه بالاتری نسبت به ایشان بود، برای خوشامدگویی به سمت آنان رفت. مفسران یهودی یوسف را الگویی برای حکام محسوب می‌کردند.
ربی‌ها همچنین اعمال اشتباهی در رفتار یوسف و پدرش می‌دیدند و علاقه نداشتند پیروانشان این رفتارها را تقلید کنند. به عنوان مثال، یعقوب به دلیل اینکه یوسف را بیشتر از سایر فرزندانش دوست می‌داشت و در ابتدا نتوانست پیام خواب‌های یوسف را متوجه شود، نقد شده‌است. نویسندگان بریشیث ربه (تفسیر سفر پیدایش) دردسرهای یوسف را به این دلیل دانسته‌اند که او چشم‌های خود را آرایش می‌کرد و با ناز قدم برمی‌داشت. او برادران خود را به دروغ به دزدی، جرمی که انجام نداده بودند، متهم کرد و به همین دلیل مجازات شد. با این حال، یوسف به دلیل احترام به پدرش و انجام دستورهای او ستایش شده‌است. به گفته ربی‌ها، چاهی که یوسف در آن افتاد پر از مار و عقرب بود اما نجات پیدا کرد زیرا انسان درستکاری بود. روایتی یهودی می‌گوید برادران یوسف قصد داشتند سگ‌هایشان را به سمت او بفرستند تا به‌طور غیرمستقیم کشته شود؛ چون قتل غیرمستقیم در قانون یهودی قابل مجازات نیست. به گفته دانشنامه جودائیکا، نویسنده این روایت قصد داشته از پسران یعقوب که اجداد اسباط اسرائیل محسوب می‌شوند، دفاع کند.
همسر پوتیفار در متون آگادایی نمونهٔ زن بت‌پرست بدکار است. ماجرای یوسف و زن پوتیفار در این متون گسترش پیدا کرده تا در موعظه‌ها در مورد درستکاری جنسی از آن استفاده شود؛ مثلاً، گفته شده که او کلمات بی‌شرمانه‌ای به کار می‌برد و قصد داشت شوهرش را بکشد تا بتواند با یوسف ازدواج کند. تمام نقشه‌هایش بی‌ثمر شدند و هر چه گریه کرد سودی نبخشید. با این حال، گروهی از ربی‌ها همچنین معتقد بودند یوسف در آستانهٔ وسوسه شدن بود اما چون تصویر پدر یا مادرش را دید، بازداشته شد. ربی‌ها همچنین یوسف را به دلیل درخواستش از جام‌بر پادشاه برای پادرمیانی سرزنش کرده‌اند و اعتقاد داشتند او به همین دلیل دو سال دیگر در زندان ماند. جام‌بر فرعون در متون یهودی نمونه کافر ناسپاس است؛ او نه تنها یوسف را فراموش کرد، بلکه تمام تلاشش را به کار بست تا او را جلوی فرعون بی‌اعتبار کند. حکومت یوسف پاداش پاکدامنی‌اش بود و جبرئیل به او هفتاد زبان آموخت تا بتواند بر مصر حکومت کند. در متون متاخرتر میدراشی، ازدواج یوسف با آسنات این‌گونه توجیه شده که او دختر دینه (خواهر یوسف) بوده و توسط پوتیفار به فرزندخواندگی گرفته شده بود. متون میدراشی قدیمی‌تر او را دختر پوتیفار و همسرش نمایانده‌اند و اشاره کرده‌اند که یوسف به مصریانی که ختنه نشده بودند، گندم نمی‌فروخت.

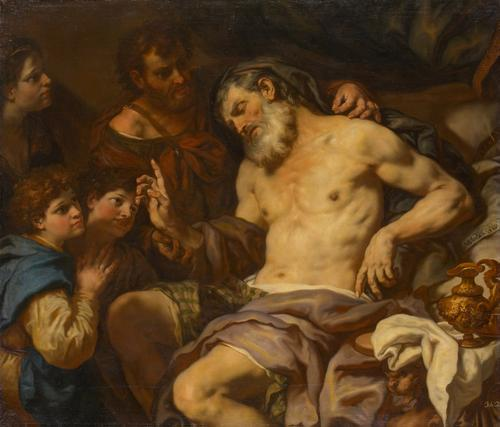
برکت یعقوب به فرزندان یوسف

برخلاف تنخ که می‌گوید یوسف خانه پدرش را فراموش کرده بود، در تفاسیر ربانی گفته شده او در تمام سال‌های دوری شراب ننوشید، عزاداری کرد و روزه گرفت. متون میدراشی رفتار بی‌رحمانهٔ یوسف با برادرانش در سفر پیدایش را «نرم‌تر» کرده‌اند. به عنوان مثال، مفسران بریشیث ربه نوشته‌اند یوسف زمانی‌که برادرانش تحت سلطهٔ او بودند، با ایشان چون یک برادر رفتار کرد اما آنان در شرایط مشابه با یوسف چنین نکردند. مفسری دیگر مرگ یوسف پیش از برادرانش را به آن دلیل دانسته که او با آن‌ها با غرور برخورد کرده‌است. در تفسیر ربانی پیدایش، دیدار با یوسف و برادرانش مانند نزاع مبارزان است؛ یهودا (که بی‌تردید نماد مردم یهودی است) تهدید می‌کند که به جنگ یوسف و مصر خواهد رفت. این بازتابی از نفرت میان یهودیان و مصریان در دو قرن اول میلادی است. یوسف بابت مومیایی‌کردن جسد یعقوب (در باب پنجاهم سفر پیدایش) سرزنش شده‌است. در متون آگادایی گفته شده جسد یوسف را در تابوتی فلزی در نیل انداختند تا به آب‌های آن برکت دهد. به گفته روایتی دیگر، یوسف در قبری سلطنتی دفن شد. موسی در زمان خروج، تابوت را با معجزه از نیل/قبر سلطنتی بیرون آورد. در طول چهل سال سرگردانی در بیابان، تابوت یوسف در کنار تابوت عهد حمل می‌شد.

### مسیحیت
۲۶ ژوئیه در کلیسای حواری ارمنی، یکشنبه پدران مقدس (دو یکشنبه قبل از کریسمس) در کلیسای ارتدکس شرقی و کلیساهای کاتولیک شرقی پیرو تقویم بیزانسی و ۳۱ مارس در کلیسای لوتری میزوری به یوسف تعلق دارد. در عهد جدید، چند بار به یوسف اشاره شده‌است؛ در انجیل یوحنا گذر عیسی به «زمینی که یعقوب به یوسف داده بود» می‌افتد. پولس در نامه به عبرانیان یوسف را یکی از نمونه‌های ایمان معرفی کرده‌است. استفان در محاکمه خود در مقابل سنهدرین (دادگاهی یهودی) در باب ۷ اعمال رسولان سرگذشت یوسف و «نژاد ما» در مصر را به‌طور خلاصه بازگو می‌کند و از داستان یوسف به عنوان شاهدی بر این ادعا که خدا به گونه‌ای غیرقابل انتظار به نجات اسرائیل می‌شتابد اما اسرائیل آن فرصت را پس می‌زند (اشاره به عیسی) استفاده می‌کند. در انجیل‌ها، یوسف نجار دربارهٔ حاملگی مریم رؤیا می‌بیند. هم‌نامی یوسف نجار با یوسفِ پیدایش و ارتباط هر دو شخصیت به رؤیا و تعبیر رؤیا قابل توجه است، به خصوص که یکی از رؤیاها در مصر اتفاق می‌افتد.
مفسران مسیحی یوسف را نیز مانند بسیاری دیگر از شخصیت‌های عهد عتیق یکی از پیش‌درآمدهای عیسی دانسته‌اند. به عنوان مثال، یوحنا کریسوستوم می‌گوید «رنج‌هایی که یوسف کشید، نمونه اتفاقاتی است که در آینده روی خواهد داد.» سزاریوس آرلی ردای رنگارنگ یوسف را نماد ملت‌های گوناگونی که از مسیح پیروی خواهند کرد، تعبیر کرده‌است و ژان کالون اعتقاد داشت در «شخصیت یوسف، تصویر زنده‌ای از مسیح دیده می‌شود.»
آگوستین در اشاره به مرگ استفان می‌گوید شهیدان الگویی برای ما هستند زیرا آن‌ها مانند یوسف و شوشنا اما برخلاف آدم و حوا در برابر وسوسه گناه مقاومت کردند. فیلوزنوس منبجی گریختن یوسف از نزد همسر پوتیفار را نمونه‌ای از اعمال نیک دانسته‌است که می‌تواند الگوی راهب‌ها باشد. امبروس در موعظه‌ای برای تشویق به اعتدال به چند تن از شخصیت‌های عهد عتیق که پاداش کارشان را گرفتند، اشاره می‌کند که یکی از آن‌ها یوسف است. توماس مونتسر می‌گوید افراد با ایمان عهد عتیق زمانی که با بلا و سختی روبرو شدند، مثل یوسف زمانی‌که از برادرانش بیمناک بود، خدا را در رؤیا دیدند.

### اسلام

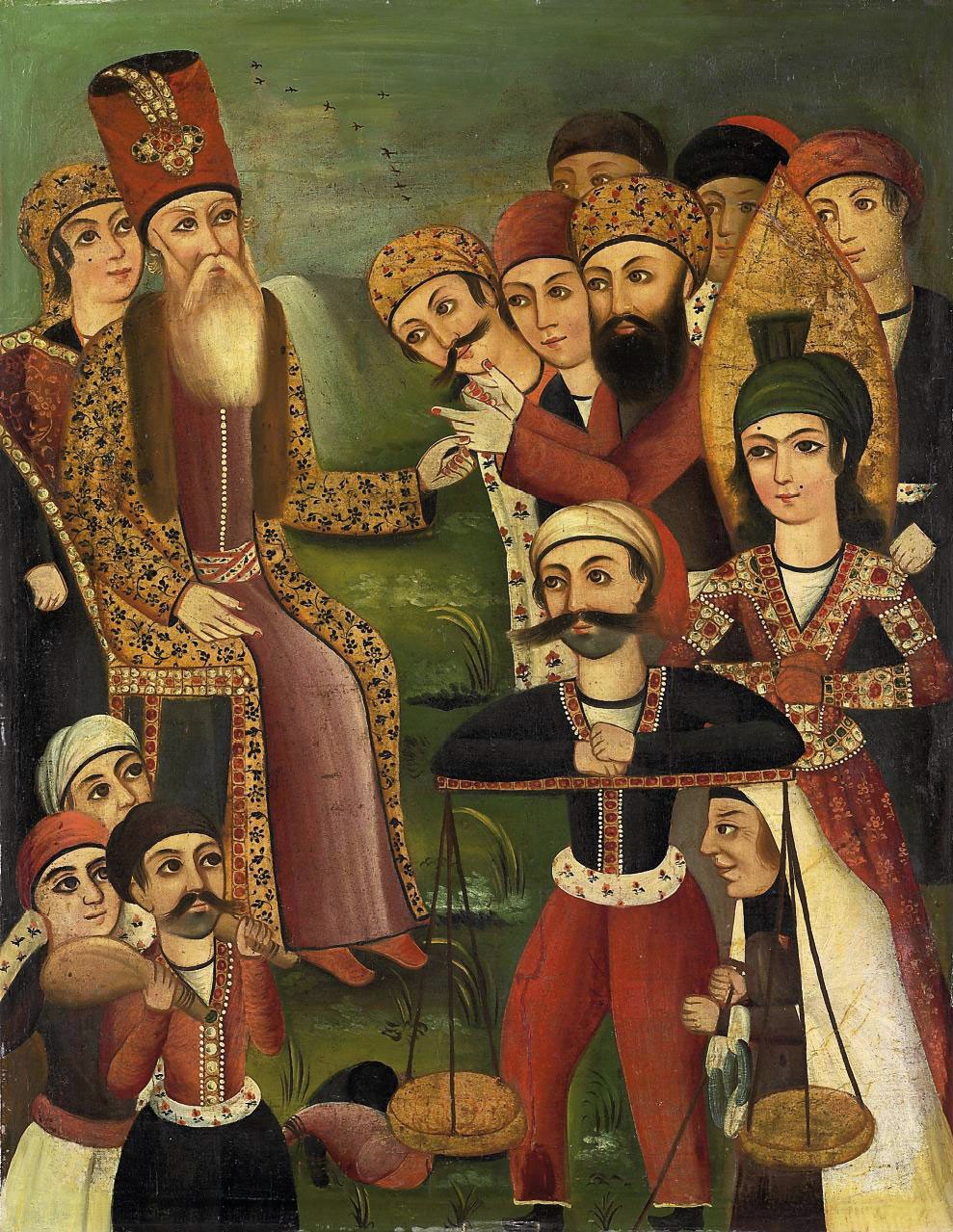
یوسف (راست، با هالهٔ نور) نزد فرعون در یک نقاشی ایرانی عهد قاجار

در احادیث اشاره‌های زیادی به یوسف یافت نمی‌شود. با این حال، تفاسیر، تاریخ طبری، قصص الانبیاء، اشعار و قصه‌های دینی از سراسر جهان اسلام به او پرداخته‌اند. این آثار ادبی تلاش کرده‌اند تا خلاهای موجود در روایت قرآن را پر کنند و به شخصیت‌های داستان عمق دهند و همچنین برای آن‌ها نام‌هایی ذکر کنند. از عزیز مصر با اسامی چون کوتیفار، کتفیر و غیره (همه این‌ها ریشه در «پوتیفار» در کتاب مقدس دارد) یاد شده و همسرش را نیز در آثار قدیمی‌تر راعیل و در آثار متاخر زلیخا یا زالیخه نامیده‌اند. بخش‌های داستانِ کتاب مقدس که در قرآن بازگو نشده، در این آثار یافت می‌شوند؛ مثلاً در یک مورد، همسر عزیز، «آسنات» نام دارد. یک مضمون رایج، ارائه توجیه برای اتفاقات داستان است؛ مثلاً دلایل عذاب دیدن یعقوب را کشتن یک گوساله پیش چشم مادرش، عدم شریک شدن غذای خود با فقرا یا جدا کردن دختر بردهٔ جوانی از خانواده‌اش نوشته‌اند. یوسف نیز عذاب می‌بیند چون به جای طلب کمک از خدا، از بندهٔ او کمک می‌خواهد. یوسف همچنین به دلیل داستان پر از رنج و عذاب خود یکی از شخصیت‌های حاضر در تعزیه‌های شیعی است. در تصوف نیز بسیار به او پرداخته‌اند. مهم‌ترین ویژگی که ادبیات پساقرآنی اسلامی به یوسف نسبت داده شده، زیبایی اوست. به گفته این مطالب، او به اندازه‌ای زیبا بود که همسر عزیز بخشیده شد زیرا حفظ اختیار با دیدن زیبایی یوسف ممکن نبود. چنین مضمونی در بسیاری از آثار ادبی اسلامی، به خصوص یوسف و زلیخا از جامی، دیده می‌شود. از سوی دیگر، زاهدان اعتقاد داشتند یوسف به دلیل حکومت زمینی، باید پیش از ورود به بهشت مدتی منتظر بماند.
در تفاسیر اسلامی همچون تفسیر کبیر، از دو خواب یوسف دو دوران کودکی یاد شده‌است که موجب حسادت برادران یوسف نسبت به او شده‌است. در خصوص علت ابتلای یعقوب به هجران یوسف، منابع اسلامی روایات متفاوتی را گزارش کرده‌اند. در تفسیر کبیر، یوسف برادرش شمعون را نزد خود نگاه داشت تا برادرش بنیامین را از کنعان به نزدش بیاورند، یعقوب نیز در بار دوم، اجازه داد تا بنیامین با برادرانش عازم مصر شود. داستان یوسف در قرآن با ورود یعقوب و خاندانش به مصر به پایان می‌رسد. منابع اسلامی روایتی را گزارش می‌کنند که بر اساس آن، زلیخا پس از سالها درد هجران یوسف، در نهایت به یوسف رسیده و به نکاح او در می‌آید.

## در هنر و ادب
حافظ
الا ای یوسف مصری که کردت سلطنت مغرور
پدر را بازپرس آخر کجا شد مهر فرزندی

مولوی
از زمزمه یوسف یعقوب به رقص آمد
وان یوسف شیرین لب پا کوبد پا کوبد

صائب تبریزی
زلیخا مرد از این حسرت که یوسف گشت زندانی
چرا عاقل کند کاری که باز آرد پشیمانی

خاقان (فتحعلی‌شاه)
دست‌ها چاک شد از عشق و ندانست کسی
آنچه یوسف به دل زار زلیخا می‌کرد

یوسف یکی از شخصیت‌های کتاب مقدس است که بیشترین توجه هنرمندان و ادیبان را به خود جلب کرده‌است. او در بیشتر نمایش‌های کرامات، نوعی نمایش قرون وسطایی در اروپا، حضور داشته‌است. داستان یوسف شعری به زبان فرانسوی کهن دربارهٔ یوسف است. یعقوب و یوسف نیز اثری متعلق به اوایل قرن ۱۳ میلادی است که قصه کتاب مقدس را در فضایی انگلیسی بازگو کرده‌است. ادیبان و هنرمندان مسلمان بیشتر به ماجرای یوسف و همسر پوتیفار (بر اساس نسخه موجود در قرآن) توجه نشان داده‌اند. یوسف و زلیخا، معروف‌ترین اثر جامی، از همین قبیل است. این آثار در اندلس اسلامی نیز محبوب بودند و وارد ادبیات اسپانیایی مسیحی هم شدند. یهودیان اسپانیایی نیز سنت روایی خودشان را برای بازگویی ادبی و هنری قصه یوسف داشتند. میان قرون هفتم تا دهم هجری، حداقل در مناطق فارسی‌زبان، یوسف را پشتیبان هنرمندان و ادبیان محسوب می‌کردند. به عنوان مثال، نجم‌الدین رازی در تقدیم مرصادالعباد به کیقباد دوم، سلطان سلجوقی روم، او را با یوسف مقایسه کرده‌است. در ادبیات فارسی، شاعران زیبایی معشوقه‌های خود را به روی یوسف تشبیه می‌کردند.
در اروپای مسیحی، در دوره‌های رنسانس و اصلاحات پروتستانی علاقه به داستان یوسف افزایش پیدا کرد. تا ۱۵۶۰ میلادی، ۱۲ نمایشنامه مختلف انگلیسی و تعداد بیشتری به زبان‌های ایتالیایی، فرانسه، آلمانی، هلندی و غیره دربارهٔ یوسف وجود داشت. نویسندگان پروتستان بر ابعاد اخلاقی وسوسه، زندانی شدن و به قدرت رسیدن یوسف تأکید می‌کردند. باقی بخش‌های داستان معمولاً نادیده گرفته می‌شد. در اروپای قرن ۱۷، خارج از انگلیس، هلند و آلمان، آثار زیادی دربارهٔ یوسف تولید نشد. محبوب مصر: تاریخ یوسف از فرانسیس هوبرت و اثر منظوم تاریخ یوسف از توماس سالوزبوری از جمله آثار انگلیسی این دوره هستند. آثار قرن هجدهمی مربوط به یوسف نیز اغلب انگلیسی هستند. در قرن ۱۹ بسیاری از نویسندگان یهودی نیز آثار داستانی دربارهٔ یوسف خلق کردند، از جمله به زبان عربی. اثر چهار جلدی یوسف و برادرانش از توماس مان در اوایل قرن بیستم منتشر شد.
یوسف تا قبل از قرن پنجم میلادی در هیچ اثری هنری دیده نشده و در گور دخمه‌های مسیحی قرون اولیه اثری از او نیست. در کلیساهای مسیحی به ندرت تصویری از او به تنهایی وجود دارد و اغلب در کنار دیگر شه‌پدران و پیامبران به تصویر کشیده شده‌است. با این حال، در آثار هنری قرون وسطی او را چون پیش‌درآمد عیسی نمایانده‌اند. او از شخصیت‌های مزامیرنامه سن لوئی (قرن ۱۳) و مزامیرنامه ملکه ماری (قرن ۱۴) است. تصویری از یوسف در موزائیک قرن هشتمی در رم و قرن دوازدهمی در کلیسای جامع سینت مارکو ونیز وجود دارد. میان آثار رنسانسی، یوسف بر روی در برنزی تعمیدگاه فلورانس از لورنتسو گیبرتی، فرسکوهای کامپو سانتو از بنوتزو گوتزولی و نقاشی‌های رافائل در واتیکان دیده می‌شود. یکی از نقاشی‌های «شش گالری» آمستردام رویاهای یوسف از رامبرانت است. رامبرانت یک طراحی و دو نقاشی دیگر با محوریت یوسف هم خلق کرد. بارتولومه استبان موریلو صحنه فروش یوسف توسط برادرانش را نقاشی کرده‌است. اغوای یوسف توسط زن پوتیفار یکی از صحنه‌هایی است که بارها در هنر نمایش داده شده که از جمله آن، آثار کارلو چیگانی و تینتورتو هستند. یوسف همچنین بارها در مینیاتورهای ایرانی به تصویر کشیده شده، از جمله در مینیاتورهای هفت اورنگ جامی که در نگارخانه هنر فریر نگهداری می‌شوند.
چندین فیلم صامت با اقتباس از قصه یوسف ساخته شده؛ فروش یوسف توسط برادرانش (۱۹۰۴)، فیلم هنر (۱۹۰۹)، یوسف عبرانی (۱۹۱۱)، یوسف پسر یعقوب (۱۹۱۳) و یوسف در سرزمین مصر (۱۹۱۴) از این قبیل آثار هستند. علاوه بر این‌ها، چند فیلم دیگر در دهه ۱۹۶۰ نیز با محوریت یوسف ساخته شد، از جمله یوسف و برادرانش (۱۹۶۲) و انیمیشن اسرائیلی یوسف رویابین (۱۹۶۲). این مورد اخیر، اولین انیمیشن بلند اسرائیلی هم بود. در دهه‌های بعد، فیلمی مصری به نام المهاجر (۱۹۹۴) ساخته شد که جنجال آفرید. این فیلم تا حدی از قصه یوسف اقتباس شده بود اما نام شخصیت‌ها را تغییر داده بودند. یک وکیل مسلمان به خاطر نمایش صورت یک پیامبر اسلامی به دادگاه شکایت برد تا فیلم ممنوع شود. وکیلی مسیحی نیز خواستار ممنوعیت آن شد زیرا معتقد بود قصه کتاب مقدس تحریف شده‌است. در پیدایش (۱۹۹۹) از شیخ عمر سیسوکو محصول کشور مالی، خط زمانی داستان را تغییر داده‌اند؛ مثلاً تجاوز به دینه دختر یعقوب با عزاداری او برای مرگ یوسف همزمان نشان داده شده‌است. رابطه یوسف و همسر پوتیفار نیز مورد توجه فیلم‌سازان بوده‌است؛ مثلاً در یوسف در سرزمین مصر (۱۹۱۴)، در انتهای داستان همسر پوتیفار به زنجیر کشیده شده‌است. در فیلم یوسف (۱۹۹۵)، همسر پوتیفار یوسف را زمانی که برهنه مشغول حمام است ملاقات می‌کند. برده رؤیاها (۱۹۹۵) از دیدگاه همسر پوتیفار روایت شده و او حتی قبل از ملاقات با یوسف، دربارهٔ او خواب‌های شهوانی می‌بیند. یوسف و زلیخا (۱۳۴۷) از مهدی رئیس‌فیروز دومین فیلم پرفروش سال ۱۳۴۷ ایران شد. سریال یوسف پیامبر (۱۳۸۷) از فرج‌الله سلحشور نیز به سرگذشت یوسف پرداخته‌است. این سریال در ایران جنجال‌برانگیز شد زیرا با اتهام ترویج چندزنی روبرو گردید. کارگردان گفت تنها مقصود سازندگان سریال «بیان سند تاریخی» بوده‌است.
یکی از قدیمی‌ترین حضورهای یوسف و برادرانش در موسیقی مربوط به نمایشی دینی فرانسوی از قرن ۱۲ میلادی است. حضور یوسف و برادرانش در موسیقی در قرون بعدی با آثاری مثل یوسف شناخته می‌شود (۱۷۳۳) از پیترو متاستازیو، یوسف و برادرانش (۱۷۴۴) از جرج فردریک هندل، اپرای یوسف (۱۸۰۷) از اتین مئول، اپرت‌های طنز ژوزفین توسط خواهرانش فروخته می‌شود (۱۸۸۶) از ویکتور روژر و مادام پوتیفار (۱۸۹۷) از ادمون دل ادامه پیدا کرد. در قرن بیستم نیز آثاری چون افسانه یوسف (۱۹۱۴) از ریشارد اشتراوس، یوسف و برادرانش (۱۹۳۶) از ورنر یوستن، داستان یوسف (۱۹۴۲) از اریک والتر اشترنبرگ، یوسف جوان (۱۹۴۴) از دیوید دایموند و یوسف و برادرنش از هیلدینگ رزنبرگ (۱۹۴۸) به یوسف پرداخته‌اند.

## شجره‌نامه
|      |      |              |              |              |              |              |              |         |         |         |         |            |            |            |            | تارح       |            |      |      |      |      |                                                                     |                                                                     |                                                                     |                                                                     |                                                                     |                                                                     |  |  |                |                |                |                |                |                |       |       |                  |                  |                  |                  |                  |                  |         |         |                      |                      |                      |                      |                      |                      |            |            |            |            |  |  |
|      |      |              |              |              |              |              |              |         |         |         |         |            |            |            |            |            |            |      |      |      |      |                                                                     |                                                                     |                                                                     |                                                                     |                                                                     |                                                                     |  |  |                |                |                |                |                |                |       |       |                  |                  |                  |                  |                  |                  |         |         |                      |                      |                      |                      |                      |                      |            |            |            |            |  |  |
|      |      |              |              |              |              |              |              |         |         |         |         |            |            |            |            |            |            |      |      |      |      |                                                                     |                                                                     |                                                                     |                                                                     |                                                                     |                                                                     |  |  |                |                |                |                |                |                |       |       |                  |                  |                  |                  |                  |                  |         |         |                      |                      |                      |                      |                      |                      |            |            |            |            |  |  |
| ساره | ساره | ساره         | ساره         | ساره         | ساره         |              |              | ابراهیم | ابراهیم | ابراهیم | ابراهیم | ابراهیم    | ابراهیم    |            |            | هاجر       | هاجر       | هاجر | هاجر | هاجر | هاجر |                                                                     |                                                                     |                                                                     |                                                                     |                                                                     |                                                                     |  |  |                |                |                |                |                |                |       |       |                  |                  |                  |                  | هاران            | هاران            | هاران   | هاران   | هاران                | هاران                |                      |                      |                      |                      |            |            |            |            |  |  |
| ساره | ساره | ساره         | ساره         | ساره         | ساره         |              |              | ابراهیم | ابراهیم | ابراهیم | ابراهیم | ابراهیم    | ابراهیم    |            |            | هاجر       | هاجر       | هاجر | هاجر | هاجر | هاجر |                                                                     |                                                                     |                                                                     |                                                                     |                                                                     |                                                                     |  |  |                |                |                |                |                |                |       |       |                  |                  |                  |                  | هاران            | هاران            | هاران   | هاران   | هاران                | هاران                |                      |                      |                      |                      |            |            |            |            |  |  |
|      |      |              |              |              |              |              |              |         |         |         |         |            |            |            |            |            |            |      |      |      |      |                                                                     |                                                                     | ناحور                                                               |                                                                     |                                                                     |                                                                     |  |  |                |                |                |                |                |                |       |       |                  |                  |                  |                  |                  |                  |         |         |                      |                      |                      |                      |                      |                      |            |            |            |            |  |  |
|      |      |              |              |              |              |              |              |         |         |         |         |            |            |            |            |            |            |      |      |      |      |                                                                     |                                                                     |                                                                     |                                                                     |                                                                     |                                                                     |  |  |                |                |                |                |                |                |       |       |                  |                  |                  |                  |                  |                  |         |         |                      |                      |                      |                      |                      |                      |            |            |            |            |  |  |
|      |      |              |              |              |              |              |              |         |         |         |         | اسماعیل    | اسماعیل    | اسماعیل    | اسماعیل    | اسماعیل    | اسماعیل    |      |      |      |      |                                                                     |                                                                     |                                                                     |                                                                     |                                                                     |                                                                     |  |  |                |                |                |                | ملکه           | ملکه           | ملکه  | ملکه  | ملکه             | ملکه             |                  |                  | لوط              | لوط              | لوط     | لوط     | لوط                  | لوط                  |                      |                      | یسکه                 | یسکه                 | یسکه       | یسکه       | یسکه       | یسکه       |  |  |
|      |      |              |              |              |              |              |              |         |         |         |         | اسماعیل    | اسماعیل    | اسماعیل    | اسماعیل    | اسماعیل    | اسماعیل    |      |      |      |      |                                                                     |                                                                     |                                                                     |                                                                     |                                                                     |                                                                     |  |  |                |                |                |                | ملکه           | ملکه           | ملکه  | ملکه  | ملکه             | ملکه             |                  |                  | لوط              | لوط              | لوط     | لوط     | لوط                  | لوط                  |                      |                      | یسکه                 | یسکه                 | یسکه       | یسکه       | یسکه       | یسکه       |  |  |
|      |      |              |              |              |              |              |              |         |         |         |         |            |            |            |            |            |            |      |      |      |      |                                                                     |                                                                     |                                                                     |                                                                     |                                                                     |                                                                     |  |  |                |                |                |                |                |                |       |       |                  |                  |                  |                  |                  |                  |         |         |                      |                      |                      |                      |                      |                      |            |            |            |            |  |  |
|      |      |              |              |              |              |              |              |         |         |         |         |            |            |            |            |            |            |      |      |      |      |                                                                     |                                                                     |                                                                     |                                                                     |                                                                     |                                                                     |  |  |                |                |                |                |                |                |       |       |                  |                  |                  |                  |                  |                  |         |         |                      |                      |                      |                      |                      |                      |            |            |            |            |  |  |
|      |      |              |              |              |              |              |              |         |         |         |         | بنی‌اسماعیل | بنی‌اسماعیل | بنی‌اسماعیل | بنی‌اسماعیل | بنی‌اسماعیل | بنی‌اسماعیل |      |      |      |      | هفت پسر                                                             | هفت پسر                                                             | هفت پسر                                                             | هفت پسر                                                             | هفت پسر                                                             | هفت پسر                                                             |  |  | بتوئیل         | بتوئیل         | بتوئیل         | بتوئیل         | بتوئیل         | بتوئیل         |       |       | نخستین دختر      | نخستین دختر      | نخستین دختر      | نخستین دختر      | نخستین دختر      | نخستین دختر      |         |         |                      |                      |                      |                      | دومین دختر           | دومین دختر           | دومین دختر | دومین دختر | دومین دختر | دومین دختر |  |  |
|      |      |              |              |              |              |              |              |         |         |         |         | بنی‌اسماعیل | بنی‌اسماعیل | بنی‌اسماعیل | بنی‌اسماعیل | بنی‌اسماعیل | بنی‌اسماعیل |      |      |      |      | هفت پسر                                                             | هفت پسر                                                             | هفت پسر                                                             | هفت پسر                                                             | هفت پسر                                                             | هفت پسر                                                             |  |  | بتوئیل         | بتوئیل         | بتوئیل         | بتوئیل         | بتوئیل         | بتوئیل         |       |       | نخستین دختر      | نخستین دختر      | نخستین دختر      | نخستین دختر      | نخستین دختر      | نخستین دختر      |         |         |                      |                      |                      |                      | دومین دختر           | دومین دختر           | دومین دختر | دومین دختر | دومین دختر | دومین دختر |  |  |
|      |      |              |              |              |              |              |              |         |         |         |         |            |            |            |            |            |            |      |      |      |      |                                                                     |                                                                     |                                                                     |                                                                     |                                                                     |                                                                     |  |  |                |                |                |                |                |                |       |       |                  |                  |                  |                  |                  |                  |         |         |                      |                      |                      |                      |                      |                      |            |            |            |            |  |  |
|      |      |              |              |              |              |              |              |         |         |         |         |            |            |            |            |            |            |      |      |      |      |                                                                     |                                                                     |                                                                     |                                                                     |                                                                     |                                                                     |  |  |                |                |                |                |                |                |       |       |                  |                  |                  |                  |                  |                  |         |         |                      |                      |                      |                      |                      |                      |            |            |            |            |  |  |
|      |      | اسحاق        | اسحاق        | اسحاق        | اسحاق        | اسحاق        | اسحاق        |         |         | ربه‌کا   | ربه‌کا   | ربه‌کا      | ربه‌کا      | ربه‌کا      | ربه‌کا      |            |            |      |      |      |      |                                                                     |                                                                     |                                                                     |                                                                     |                                                                     |                                                                     |  |  |                |                | لابان          | لابان          | لابان          | لابان          | لابان | لابان |                  |                  | موآبیان          | موآبیان          | موآبیان          | موآبیان          | موآبیان | موآبیان |                      |                      | بنی‌عمون              | بنی‌عمون              | بنی‌عمون              | بنی‌عمون              | بنی‌عمون    | بنی‌عمون    |            |            |  |  |
|      |      | اسحاق        | اسحاق        | اسحاق        | اسحاق        | اسحاق        | اسحاق        |         |         | ربه‌کا   | ربه‌کا   | ربه‌کا      | ربه‌کا      | ربه‌کا      | ربه‌کا      |            |            |      |      |      |      |                                                                     |                                                                     |                                                                     |                                                                     |                                                                     |                                                                     |  |  |                |                | لابان          | لابان          | لابان          | لابان          | لابان | لابان |                  |                  | موآبیان          | موآبیان          | موآبیان          | موآبیان          | موآبیان | موآبیان |                      |                      | بنی‌عمون              | بنی‌عمون              | بنی‌عمون              | بنی‌عمون              | بنی‌عمون    | بنی‌عمون    |            |            |  |  |
|      |      |              |              |              |              |              |              |         |         |         |         |            |            |            |            |            |            |      |      |      |      |                                                                     |                                                                     |                                                                     |                                                                     |                                                                     |                                                                     |  |  |                |                |                |                |                |                |       |       |                  |                  |                  |                  |                  |                  |         |         |                      |                      |                      |                      |                      |                      |            |            |            |            |  |  |
|      |      |              |              |              |              |              |              |         |         |         |         |            |            |            |            |            |            |      |      |      |      |                                                                     |                                                                     |                                                                     |                                                                     |                                                                     |                                                                     |  |  |                |                |                |                |                |                |       |       |                  |                  |                  |                  |                  |                  |         |         |                      |                      |                      |                      |                      |                      |            |            |            |            |  |  |
|      |      | عیسو         | عیسو         | عیسو         | عیسو         | عیسو         | عیسو         |         |         | یعقوب   | یعقوب   | یعقوب      | یعقوب      | یعقوب      | یعقوب      |            |            |      |      |      |      |                                                                     |                                                                     |                                                                     |                                                                     |                                                                     |                                                                     |  |  |                |                |                |                |                |                |       |       |                  |                  |                  |                  |                  |                  |         |         |                      |                      |                      |                      | راحل                 | راحل                 | راحل       | راحل       | راحل       | راحل       |  |  |
|      |      | عیسو         | عیسو         | عیسو         | عیسو         | عیسو         | عیسو         |         |         | یعقوب   | یعقوب   | یعقوب      | یعقوب      | یعقوب      | یعقوب      |            |            |      |      |      |      |                                                                     |                                                                     |                                                                     |                                                                     |                                                                     |                                                                     |  |  |                |                |                |                |                |                |       |       |                  |                  |                  |                  |                  |                  |         |         |                      |                      |                      |                      | راحل                 | راحل                 | راحل       | راحل       | راحل       | راحل       |  |  |
|      |      |              |              |              |              |              |              |         |         |         |         |            |            |            |            |            |            |      |      |      |      |                                                                     |                                                                     |                                                                     |                                                                     |                                                                     |                                                                     |  |  |                |                |                |                |                |                |       |       |                  |                  |                  |                  | بلحه             |                  |         |         |                      |                      |                      |                      |                      |                      |            |            |            |            |  |  |
|      |      |              |              |              |              |              |              |         |         |         |         |            |            |            |            |            |            |      |      |      |      |                                                                     |                                                                     |                                                                     |                                                                     |                                                                     |                                                                     |  |  |                |                |                |                |                |                |       |       |                  |                  |                  |                  |                  |                  |         |         |                      |                      |                      |                      |                      |                      |            |            |            |            |  |  |
|      |      | پادشاهی ادوم | پادشاهی ادوم | پادشاهی ادوم | پادشاهی ادوم | پادشاهی ادوم | پادشاهی ادوم |         |         |         |         |            |            |            |            |            |            |      |      |      |      |                                                                     |                                                                     |                                                                     |                                                                     |                                                                     |                                                                     |  |  |                |                |                |                | زلفه           | زلفه           | زلفه  | زلفه  | زلفه             | زلفه             |                  |                  |                  |                  |         |         |                      |                      |                      |                      |                      |                      |            |            |            |            |  |  |
|      |      |              | پادشاهی ادوم | پادشاهی ادوم | پادشاهی ادوم | پادشاهی ادوم | پادشاهی ادوم |         |         |         |         |            |            |            |            |            |            |      |      |      |      |                                                                     |                                                                     |                                                                     |                                                                     |                                                                     |                                                                     |  |  |                |                |                |                | زلفه           | زلفه           | زلفه  | زلفه  | زلفه             | زلفه             |                  |                  |                  |                  |         |         |                      |                      |                      |                      |                      |                      |            |            |            |            |  |  |
|      |      |              |              |              |              |              |              |         |         |         |         |            |            |            |            |            |            |      |      |      |      |                                                                     |                                                                     |                                                                     |                                                                     | لیه                                                                 |                                                                     |  |  |                |                |                |                |                |                |       |       |                  |                  |                  |                  |                  |                  |         |         |                      |                      |                      |                      |                      |                      |            |            |            |            |  |  |
|      |      |              |              |              |              |              |              |         |         |         |         |            |            |            |            |            |            |      |      |      |      |                                                                     |                                                                     |                                                                     |                                                                     |                                                                     |                                                                     |  |  |                |                |                |                |                |                |       |       |                  |                  |                  |                  |                  |                  |         |         |                      |                      |                      |                      |                      |                      |            |            |            |            |  |  |
|      |      |              |              |              |              |              |              |         |         |         |         |            |            |            |            |            |            |      |      |      |      |                                                                     |                                                                     |                                                                     |                                                                     |                                                                     |                                                                     |  |  |                |                |                |                |                |                |       |       |                  |                  |                  |                  |                  |                  |         |         |                      |                      |                      |                      |                      |                      |            |            |            |            |  |  |
|      |      |              |              |              |              |              |              |         |         |         |         |            |            |            |            |            |            |      |      |      |      | ۱. رئوبن ۲. شمعون ۳. لاوی ۴. یهودا ۹. یساکار ۱۰. زبولون دینه (دختر) | ۱. رئوبن ۲. شمعون ۳. لاوی ۴. یهودا ۹. یساکار ۱۰. زبولون دینه (دختر) | ۱. رئوبن ۲. شمعون ۳. لاوی ۴. یهودا ۹. یساکار ۱۰. زبولون دینه (دختر) | ۱. رئوبن ۲. شمعون ۳. لاوی ۴. یهودا ۹. یساکار ۱۰. زبولون دینه (دختر) | ۱. رئوبن ۲. شمعون ۳. لاوی ۴. یهودا ۹. یساکار ۱۰. زبولون دینه (دختر) | ۱. رئوبن ۲. شمعون ۳. لاوی ۴. یهودا ۹. یساکار ۱۰. زبولون دینه (دختر) |  |  | ۷. جاد ۸. اشیر | ۷. جاد ۸. اشیر | ۷. جاد ۸. اشیر | ۷. جاد ۸. اشیر | ۷. جاد ۸. اشیر | ۷. جاد ۸. اشیر |       |       | ۵. دان ۶. نفتالی | ۵. دان ۶. نفتالی | ۵. دان ۶. نفتالی | ۵. دان ۶. نفتالی | ۵. دان ۶. نفتالی | ۵. دان ۶. نفتالی |         |         | ۱۱. یوسف ۱۲. بنیامین | ۱۱. یوسف ۱۲. بنیامین | ۱۱. یوسف ۱۲. بنیامین | ۱۱. یوسف ۱۲. بنیامین | ۱۱. یوسف ۱۲. بنیامین | ۱۱. یوسف ۱۲. بنیامین |            |            |            |            |  |  |